# Coca-Cola

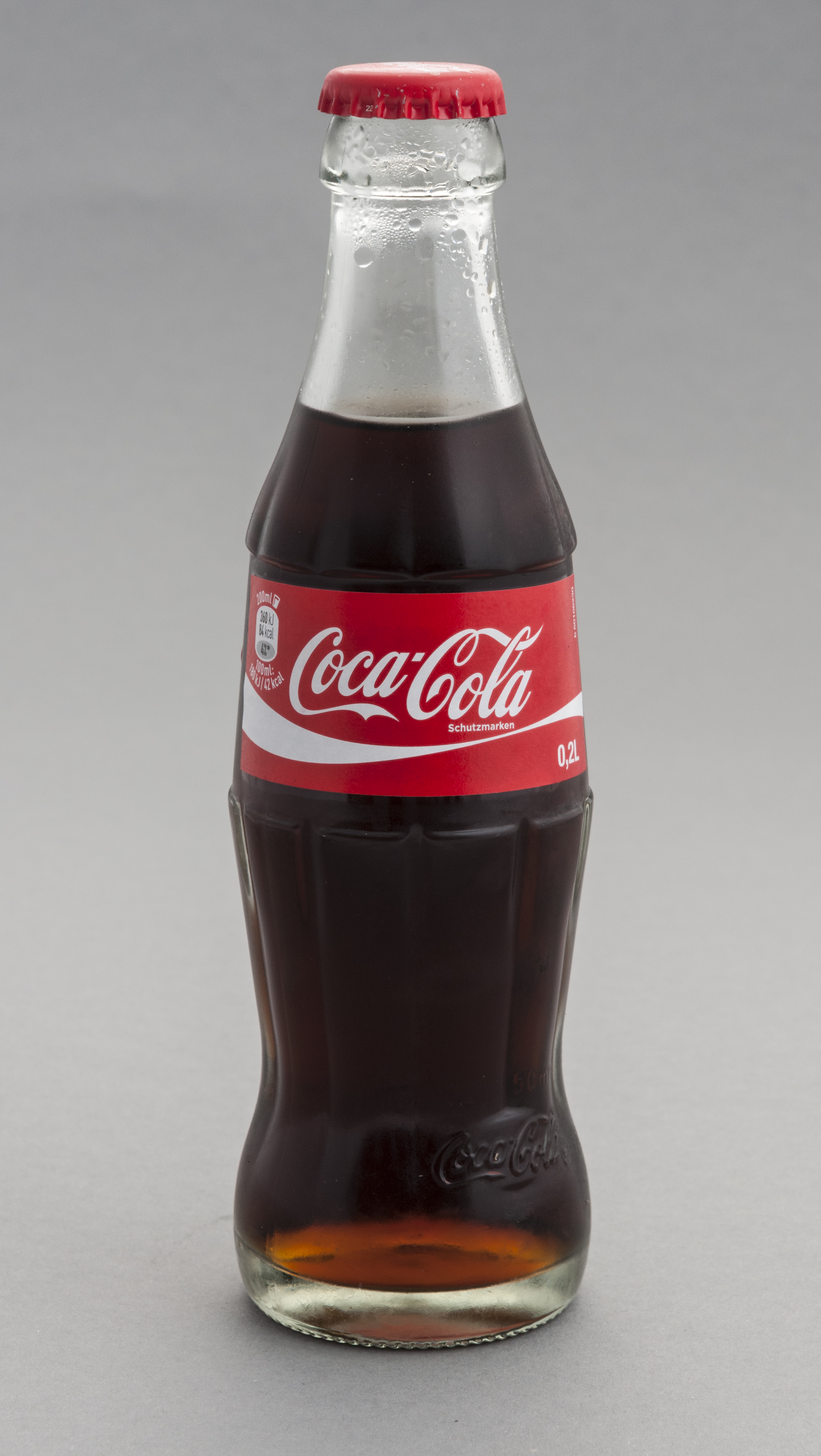
Eine typische Coca-Cola-Flasche

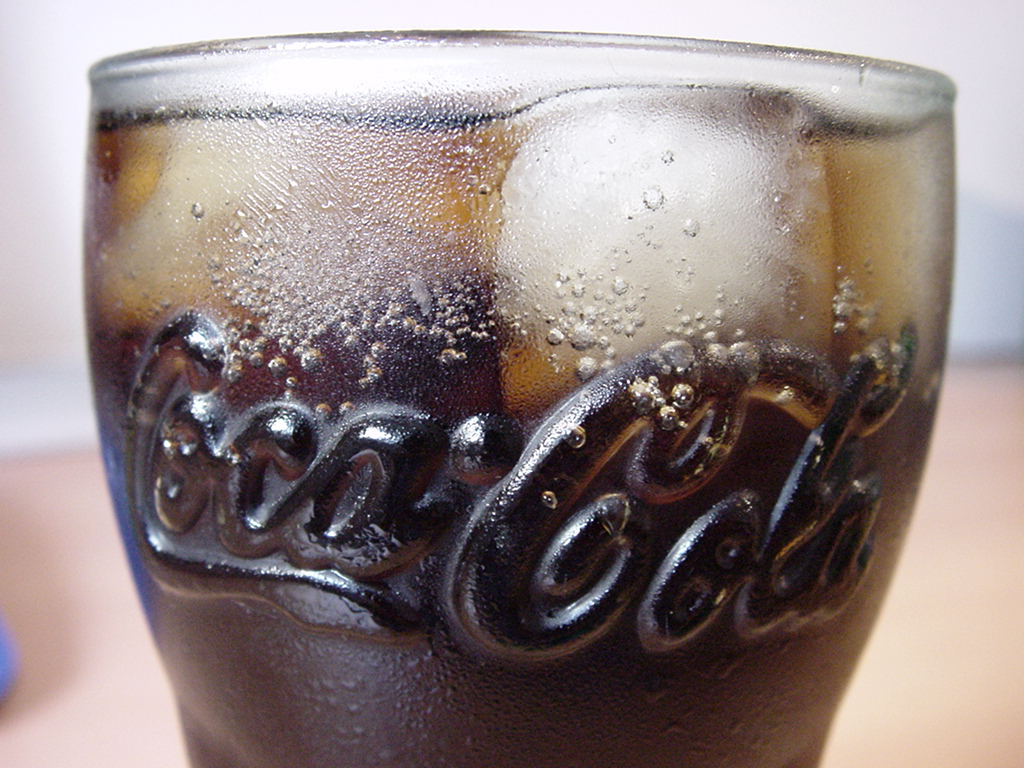
Coca-Cola-Glas gefüllt mit Coca-Cola und Eiswürfeln

Coca-Cola, kurz Coke, ist ein koffein- und kohlensäurehaltiges Erfrischungsgetränk der Coca-Cola Company. Sie ist die umsatzstärkste Cola-Marke. Der Coca-Cola-Schriftzug ist eine weltweit geschützte Wortmarke.

## Geschichte
Coca-Cola wurde von John Stith Pemberton am 8. Mai 1886 durch einen Zufall erfunden, als dieser versuchte, einen Sirup herzustellen, welcher Kopfschmerzen lindern sollte. Kurz vor dem Tod des Erfinders erwarb der Apothekengroßhändler Asa Griggs Candler für 2.300 US-Dollar die Rechte an Coca-Cola. 1892 gründete er The Coca-Cola Company. Ein Jahr später ließ Candler Coca-Cola als Marke schützen und vermarktete das Produkt in den USA und seit 1896 im benachbarten Ausland. Bis 1899 Benjamin Thomas, John Lupton und Joseph Withehead anfingen Coca-Cola in Flaschen zu verkaufen, war das Getränk nur in gemischter Form in Soda-Bars erhältlich.
Neben dem Hauptsitz in Atlanta entstanden in dieser Zeit Zweigstellen in Los Angeles, Chicago, Philadelphia, New York und Dallas. 1904 ließ Candler den nach ihm benannten Turm als Firmensitz errichten, das erste Gebäude in Atlanta, das höher als der Kirchturm war. In sein Fundament ließ er eine Kupferkassette mit seinem Bildnis und einer Coca-Cola-Flasche ein.
1917 zog sich Candler aus der Firma zurück und wurde Bürgermeister von Atlanta. Im Januar übergab Asa Candler die Führung des Geschäfts an seinen Sohn Howard. Weihnachten 1917 vermachte Asa Candler seinen Verwandten 90 Prozent der stimmberechtigten Aktien bis auf sieben Stück. Jedoch schon 1919 verkaufte Howard Candler hinter dem Rücken des Vaters die Coca-Cola Company an ein Konsortium um Ernest Woodruff und Eugene Stetson für 25 Millionen US-Dollar weiter.
Die neuen Eigentümer stellten die Coca-Cola-Familie 1920 vor eine Zerreißprobe, da sie die Verträge der Stammabfüller kündigen wollten. Diese hatten zwar am Anfang das volle unternehmerische Risiko getragen und unbefristete Verträge erhalten, delegierten aber inzwischen das eigentliche Abfüllen an die „Abfüller der ersten Stufe“ weiter und verdienten damit ihr Geld. Das Gericht erklärte die Verträge aber für rechtsgültig und somit unbefristet. In den 1930er Jahren indes begann die Coca-Cola Company langsam, die Anlagen der Stammabfüller aufzukaufen.
1923 trat Robert W. Woodruff, der Sohn von Ernest Woodruff, seinen Job als neuer Präsident der Coca-Cola Company an. Unter seiner Führung sollte die Firma das werden, was ein Journalist später das „sublimierte Wesen Amerikas“ nennen sollte. Sein Ziel war es, dass Coca-Cola nie mehr als „eine Armeslänge von der Lust“ entfernt sein dürfe, und es weltweit zu verbreiten, wofür er 1926 das Foreign Sales Department – später The Coca-Cola Export Corporation – gründete.
In Deutschland wurde Coca-Cola zuerst 1929 in der „Essener Vertriebsgesellschaft für Naturgetränke“ abgefüllt. Im ersten Jahr wurden 5.840 Kisten verkauft, 1939 waren 50 Fabriken mit einem Jahresabsatz von 4,5 Millionen Kisten in Betrieb. 
Der Schweizer Autoimporteur Max Stooss lernte auf einer Geschäftsreise in den USA Coca-Cola kennen und entschloss sich, es in die Schweiz zu importieren. Am 6. März 1936 erhielt er die Rechte zur Lizenzproduktion von Coca-Cola für die Welsche Schweiz sowie eine Option für die Dauer von fünf Jahren für die gesamte Schweiz.
Während des Zweiten Weltkriegs kam die Produktion von Coca-Cola in Deutschland aufgrund mangelnder Rohstoffe zum Erliegen. In dieser Zeit wurde in Essen Fanta entwickelt, welche anfangs auf Molkebasis hergestellt wurde.  In der Zeit nach dem Zweiten Weltkrieg wurde Coca-Cola auch in Deutschland und Österreich als Besatzerbrause bezeichnet und wurde anfangs so als Symbol der Besetzung benutzt. 1957 übernahm Max Schmeling als Konzessionär eine Abfüllung in Hamburg. 1967 wurden in der Bundesrepublik erstmals insgesamt 100 Millionen Kisten Coca-Cola innerhalb eines Jahres verkauft. Die Billy-Wilder-Komödie Eins, zwei, drei (1961) handelt vom Vertrieb von Coca-Cola in West-Berlin.
In Deutschland wurde Coca-Cola ab 1963 auch in Dosen abgefüllt verkauft. Die Dosen wurden im ehemaligen Dosenwerk Braunschweig (heute nur noch ein Deckelwerk) des Verpackungsherstellers Schmalbach-Lubeca (Werkskürzel S11), später Ball Packaging Europe, heute Ardagh Metal Packaging produziert und hatten ab 1965 ein Lift-Off-Tab, die Aufreißlasche mit Ziehring. Zuvor mussten Getränkedosen noch mit einem extra Werkzeug, dem Dolch, an zwei im Deckel gegenüberliegenden Stellen aufgestochen werden. Die neue Öffnungsweise per Lasche schuf in einem Schritt eine einzige, radial-längliche Öffnung für beide Funktionen: Ausströmen des Getränks und Einströmen von Luft. Da die Belüftungszone mit der Oberlippe – wie bei einer Enghalsglasflasche auch – verengt und verschlossen werden kann, ist Trinken bei dem für Gehen und Fahren typischen Schwingens der Vertikalbeschleunigung möglich.
Heute ist Coca-Cola in fast jeder Region der Erde das am meisten verkaufte Cola-Getränk. Eine der wenigen Ausnahmen bildet Thüringen, wo Vita Cola Marktführer bei Colas ist.
Früher wurden rund 2,8 Liter Wasser benötigt, um einen Liter Cola zu produzieren. Inzwischen konnte die benötigte Wassermenge auf rund 2,0 Liter reduziert werden.

## Vermarktung

### 1886 bis 1930
Die Erfindung des Namens Coca-Cola, abgeleitet aus den ursprünglichen, inzwischen nicht mehr verwendeten, Zutaten Kokablatt (englisch coca leaves) und Kolanuss (englisch cola nut) und des ersten Logos, wird Pembertons Buchhalter Frank M. Robinson zugeschrieben, der der Ansicht gewesen sein soll, die beiden geschwungenen Cs seien gut für die Werbung geeignet. Die rote Farbe soll von roten Fässern kommen, die Pemberton damals zum Abfüllen benutzt haben soll. Die erste Zeitungsanzeige erschien bereits am 29. Mai 1886 im Atlanta Journal.

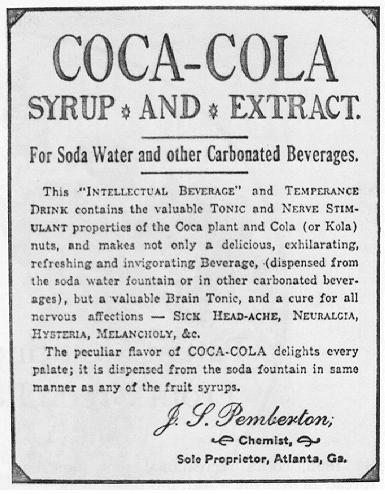
Coca-Cola-Anzeige aus den Anfangsjahren

Unter Pemberton wurde Coca-Cola anfangs als Medizin beworben und verkauft. Es richtete sich vor allem an städtische Kopfarbeiter, die unter Müdigkeit, Kopfschmerzen, Depressionen, Impotenz oder der Modekrankheit Neurasthenie litten. Gemixt mit Sodawasser ergab dieser Sirup ein erfrischendes Getränk, das in Soda-Bars, damals Treffpunkt der feinen Gesellschaft, zunächst glasweise für 5 Cent angeboten wurde.
Coca-Colas rasanter Aufstieg unter Asa Candlers Führung wird nicht zuletzt auch den seinerzeit ungewöhnlich hohen Summen zugeschrieben, die er für Werbung aufwandte (1900: 85.000 US-Dollar; 1912: eine Million US-Dollar). Bei der Vermarktung ging er neue Wege und schickte zum Beispiel Vertreter durch das Land, die Coca-Cola wie diverse andere Wundermittel damals durch das Versprechen des Blauen vom Himmel verkaufen sollten. In den Städten richtete sich die Werbung an Geschäftsleute, so versprach Candler „Eine Coke um 8 wirkt bis 11“. Aus dieser Zeit stammt auch der immer noch gebräuchliche Slogan „Drink Coca-Cola“. Hauptverantwortlich für die Werbung war in dieser Zeit der zu Candler übergelaufene Robinson. Immer mehr Frauen und Kinder kamen auf den Geschmack und wünschten sich, Coca-Cola nicht mehr als Medizin kaufen zu müssen, damit man es auch trinken könnte, wenn man nicht krank war. Also leitete Robinson 1905 eine Wende ein, änderte das Image von Coca-Cola und bewarb es als Erfrischungsgetränk unter dem Slogan „Delicious and Refreshing“. Zudem ging man dazu über, das Getränk, das häufig wegen seines angeblichen Kokain- oder seines geheim gehaltenen Koffeingehalts von Verbraucherorganisationen angegriffen wurde, in der Werbung nicht mehr gegen diese Attacken zu verteidigen, sondern es als absolut „rein“, „stärkend“ und als Alternative zu Medizin zu bezeichnen.

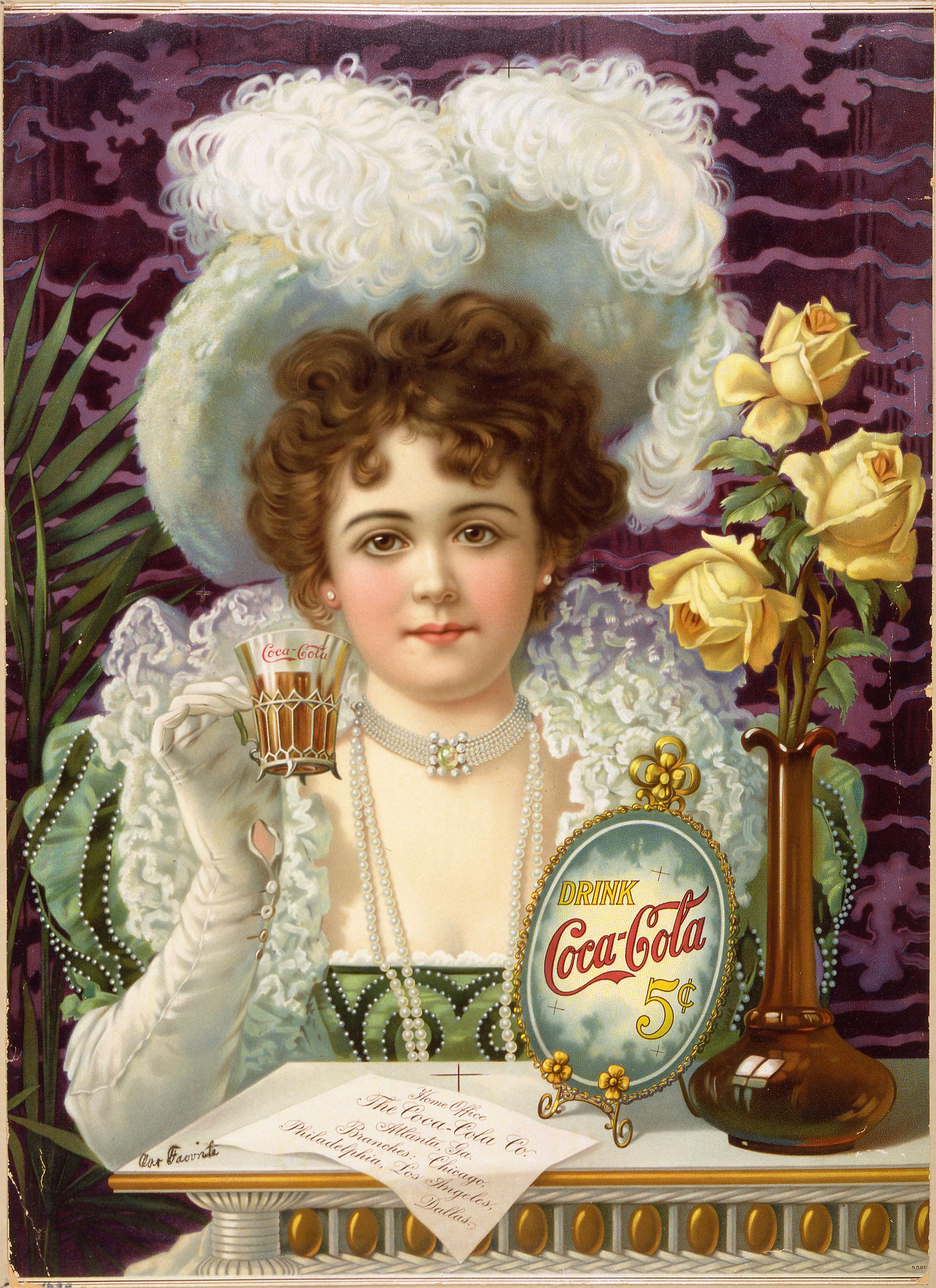
Coca-Cola-Werbung Ende des 19. Jahrhunderts

Um die Jahrhundertwende setzte man in der Werbung auch erstmals auf weibliche Schönheiten und engagierte zum Beispiel die Schauspielerin Hilda Clark und die blonde Sängerin Lillian Nordica für Anzeigen.
Ein erfolgreiches Mittel waren auch Streuartikel, die die Abnehmer des Sirups für einen günstigen Preis dazubekamen. 1913 zierte der Schriftzug bereits über eine Million Artikel, darunter Thermometer, Streichholzschachteln, Baseballkarten, japanische Fächer, Kalender und unzählige Papp- und Metallschilder.
1906 wurde Robinson entmachtet und Sam Dobbs, ein Neffe Candlers, bekam die Verantwortlichkeit für die Werbung. Dieser engagierte dafür seinen Freund William D’Arcy mit seiner Werbeagentur und verpulverte den Werbeetat regelmäßig schon vor Ende des Jahres.
1911 wurde die Coca-Cola Company von der US-Regierung verklagt. Harvey Wiley, der erste Leiter des U.S. Bureau of Chemistry, hatte eine Abneigung gegen Coca-Cola, da er meinte, ein Getränk, das sich an Kinder richte, dürfe kein Koffein enthalten. Coca-Cola wies die Vorwürfe mit dem Argument zurück, dass das Getränk doch gar nicht für Kinder konzipiert sei, und verpflichtete sich dazu, seine Marketingaktivitäten nicht an Kinder unter zwölf Jahren zu richten.
1919 übernahm Archie Lee die Verantwortung für die Werbung und änderte sie zu Anzeigen mit weniger Text, die Gründe für den Kauf aufzählten, und mehr Bildern in Farbe, die oft nur belebte Plätze oder Panoramen zeigten, in denen das Coca-Cola-Logo prangte. Mit dem Slogan „Durst kennt keine Jahreszeit“ landete er 1922 seinen ersten großen Coup. Die dazugehörige Werbeoffensive Ende des Jahres war die erste durchgezogene Winterkampagne von Coca-Cola.
Woodruffs Ziel, dass eine Coca-Cola nie mehr als eine Armeslänge entfernt sein dürfe, wurde in den 1920er Jahren angegangen, als man 1923 für Coca-Cola den Sechserpack entdeckte und dieser mit der Erfindung des Kühlschranks immer populärer wurde, so dass die Leute sich erstmals Coca-Cola auch in größeren Mengen mit nach Hause nehmen konnten. 1928 bereits wurde mehr Cola in Flaschen als in den Soda-Bars verkauft. Als einige Jahre später auch gekühlte Getränkeautomaten für einen erschwinglichen Preis auf den Markt kamen, wurde ein weiterer Schritt zu diesem Ziel gegangen, indem man an praktisch allen öffentlichen Orten diese Automaten aufstellte. Vor allem Tankstellen waren von großer strategischer Bedeutung. 1929 hatte man ein landesweites Netz mit insgesamt 1,5 Millionen Tankstellen aufgebaut.
Auch die internationale Vermarktung nahm in den 1920er Jahren Fahrt auf. Unter anderem fielen in diese Zeit die ersten Importe nach China in Eigeninitiative durch dortige Händler. Bei den Olympischen Sommerspielen 1928 in den Niederlanden durfte sich Coca-Cola erstmals „Offizielles Erfrischungsgetränk der Olympischen Spiele“ nennen.

### 1930 bis 2017

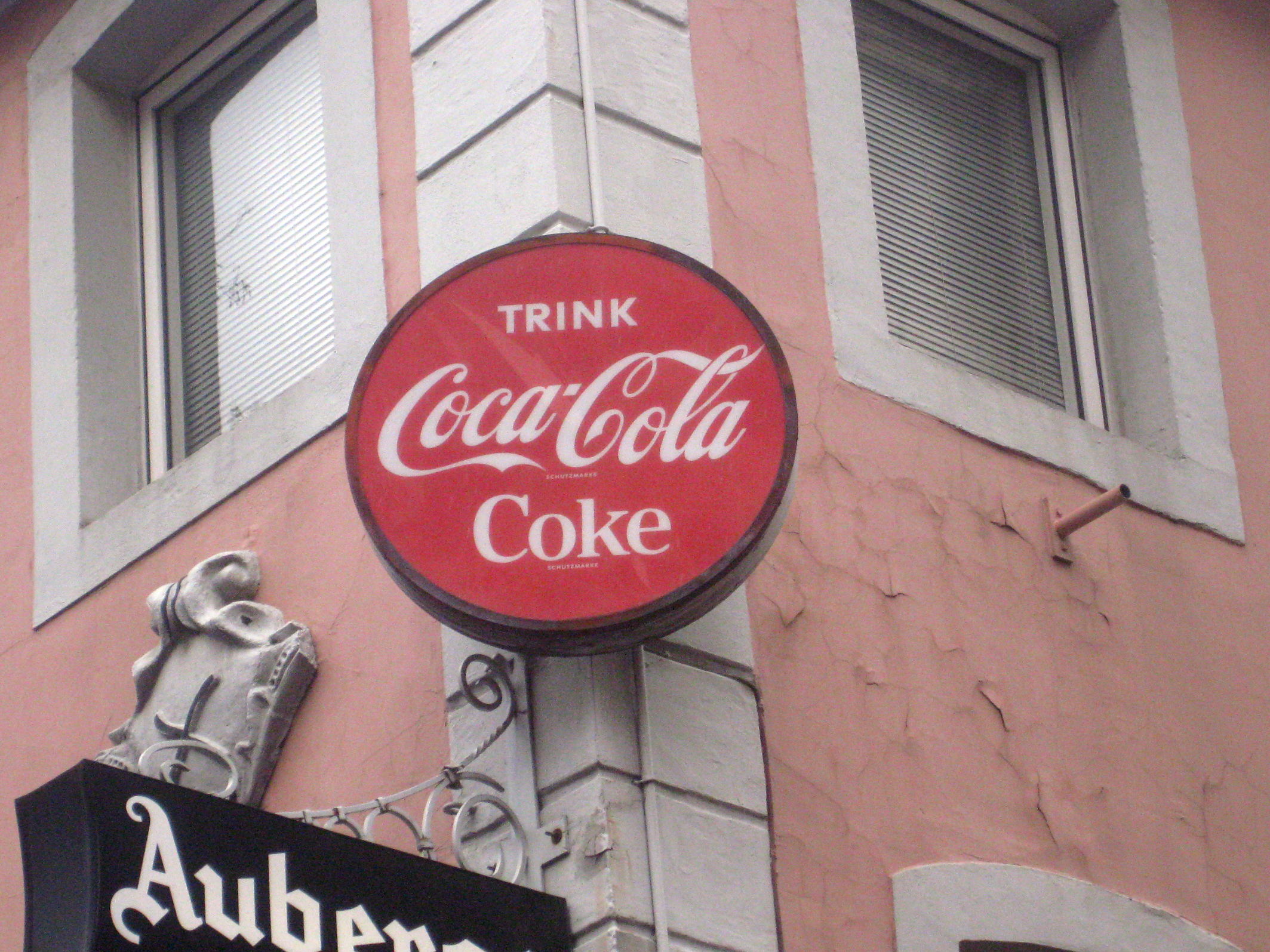
Ältere Leuchtreklame an einem Lokal

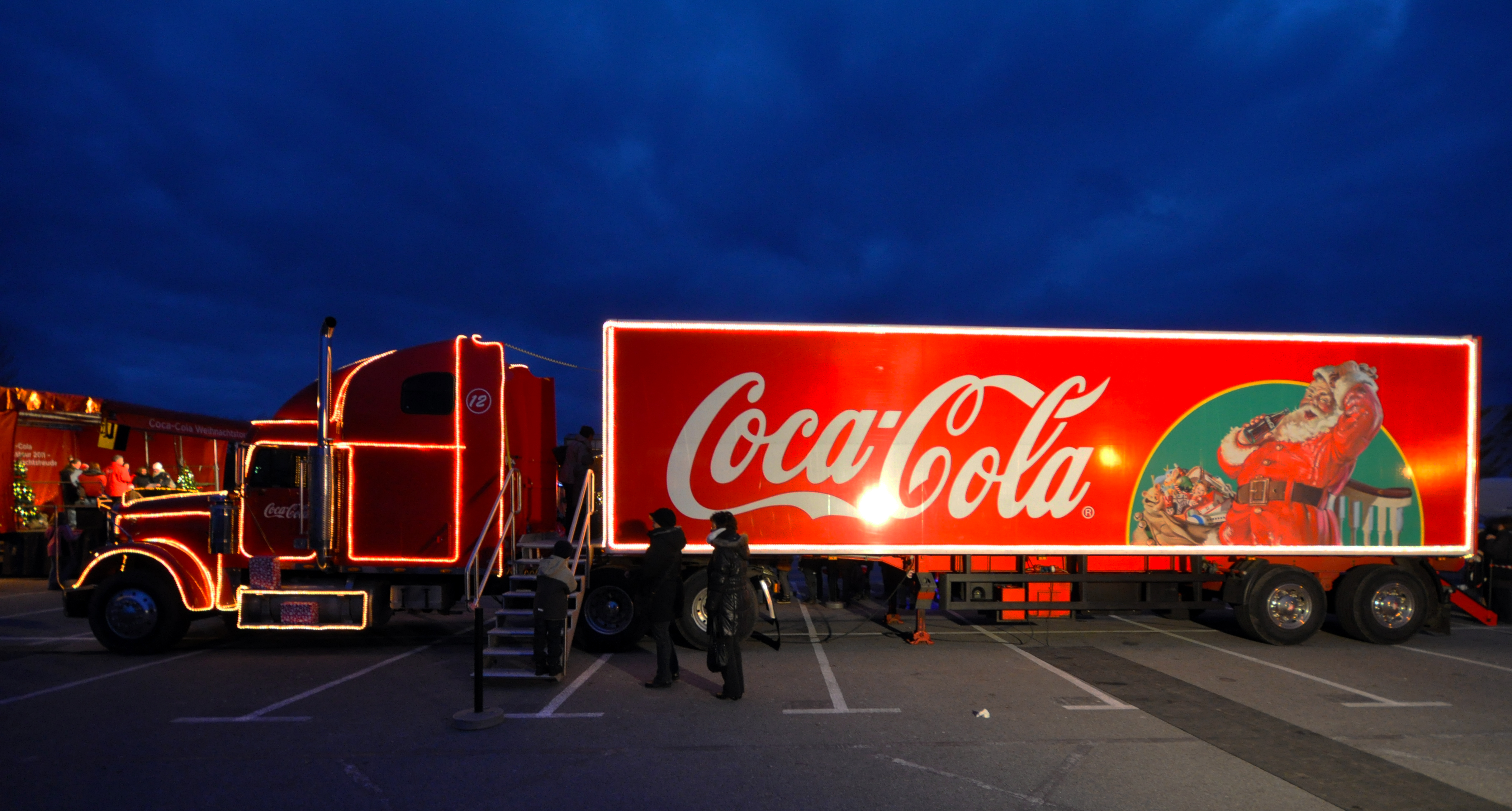
Coca-Cola-Weihnachtstruck

1931 erschien in der Coca-Cola-Werbung zum ersten Mal ein Weihnachtsmann. Dieser war ein freundlicher, dicker, rot bekleideter Mann mit langem, weißem Bart. Zuvor wurde der Weihnachtsmann oft als ein bärtiger, alter Mann mit langem, braunen Pelzmantel und Kapuze gezeichnet, nur selten in der von Coca-Cola verwendeten Gestalt. Daher hat Coca-Cola den roten Weihnachtsmann zwar nicht erfunden, wie oft behauptet wird, aber es trug durch die sehr bekannten Weihnachtswerbespots zur raschen weltweiten Verbreitung dieser Farbgebung bei, so dass inzwischen praktisch alle Weihnachtsmänner Coca-Cola-rot sind.
1933 war das Coca-Cola-Werk in Shanghai der größte Abfüller außerhalb der USA. Darüber hinaus bestanden in China Abfüllbetriebe in Tianjin, Qingdao und Guangzhou. Mit der Gründung der Volksrepublik China 1949 wurde der Konsum von Coca-Cola auf ihrem Gebiet verboten.
An den Erfolg von Coca-Cola versuchten andere Unternehmen anzuknüpfen, in dem sie ähnliche Produkte auf den Markt brachten. Zum größten Konkurrenten entwickelte sich die Firma PepsiCo mit ihrem Produkt Pepsi-Cola. Zwischen den beiden Unternehmen entwickelte sich über die Jahrzehnte ein harter Konkurrenzkampf, der ab den 1970er Jahren Formen annahm, die in der Öffentlichkeit als Cola-Krieg bezeichnet wurden. Tatsächlich sind Marketingexperten eher der Ansicht, dass beide Unternehmen von der jeweiligen Marktpräsenz des Konkurrenten profitierten, weil es ihnen half, Colagetränke markenunabhängig als Erfrischungsgetränk bei den Konsumenten zu etablieren.
Gegen Ende der 1950er Jahre war der Umsatz von Coca-Cola noch fünfmal größer als der von Pepsi-Cola. Pepsi-Cola fokussierte dann seine Marketing-Anstrengungen darauf, sich mit dem Slogan „the drink of the youth“ als Getränk junger Leute zu etablieren und sich dadurch von dem breiteren Fokus von Coca-Cola abzusetzen. PepsiCo ergänzte dies in den 1970er Jahren mit der sogenannten „Pepsi-Challenge“, bei dem Konsumenten in einem Blindtest zu einem Geschmacksvergleich zwischen Coca-Cola und Pepsi-Cola aufgefordert wurden. Die meisten Konsumenten präferierten in diesem Direktvergleich die süßere Pepsi-Cola. In den 1980er Jahren verschärfte PepsiCo diesen Marketingansatz, indem sie gleichzeitig global mit der „Pepsi-Challenge“ auftraten, mit der „Pepsi-Generation“ einen der wirksamsten Slogans der Werbegeschichte fanden und Persönlichkeiten wie Don Johnson und Michael Jackson als Werbeträger engagierten. Coca-Cola verlor dadurch zunehmend Marktanteile an Pepsi-Cola. Nach Einschätzung des Marketing-Experten Matt Haig waren es zu Beginn der 1980er Jahre nur noch die besseren Vertriebskanäle von Coca-Cola, die verhinderten, dass Pepsi-Cola sich zum umsatzstärksten Erfrischungsgetränk in den USA entwickelte. Coca-Cola konterte 1984 zunächst mit einem Werbeslogan, der betonte, dass das Getränk weniger süß sei als Pepsi-Cola, und gewann als Werbeträger dafür Bill Cosby, firmenintern führte man die überaus erfolgreiche Einführung von Diet Coke, die sich seit der Produkteinführung 1982 sehr schnell zum drittstärksten Colagetränk nach Coca-Cola und Pepsi-Cola entwickelt hatte, auch darauf zurück, dass dieses Getränk geschmacklich Pepsi-Cola näher stand als Coca-Cola. Coca-Cola erarbeitete daraufhin eine neue Rezeptur. Markttests schienen nachzuweisen, dass Konsumenten diese neue Rezeptur nicht nur der alten vorzogen, sondern sie geschmacklich auch besser als Pepsi-Cola einstuften. Am 23. April 1985 wurde New Coke eingeführt und wenige Tage später die Produktion von Coca-Cola nach der alten Rezeptur eingestellt. Dieses Vorgehen erwies sich als eines der größten Vermarktungsdesaster der Werbegeschichte. Konsumenten in den USA reagierten einhellig empört auf die Rezepturänderung. PepsiCo reagierte sehr schnell auf den Fehler seines Konkurrenten und ließ nur wenige Wochen nach Einführung von New Coke in den USA eine Fernsehwerbung zeigen, in der ein alter Mann auf einer Parkbank sitzend um die alte Coca-Cola trauert. Bereits am 11. Juli 1985 musste Robert Goizueta, Vorstandsvorsitzender der Coca-Cola Company, die Rücknahme der Entscheidung und die Wiedereinführung der alten Rezeptur verkünden, die in den USA dann entsprechend als Classic Coke vermarktet wurde. Die Nachricht wurde in den USA als so bemerkenswert eingestuft, dass unter anderem ABC News seine Sendung für diese Nachricht unterbrach.

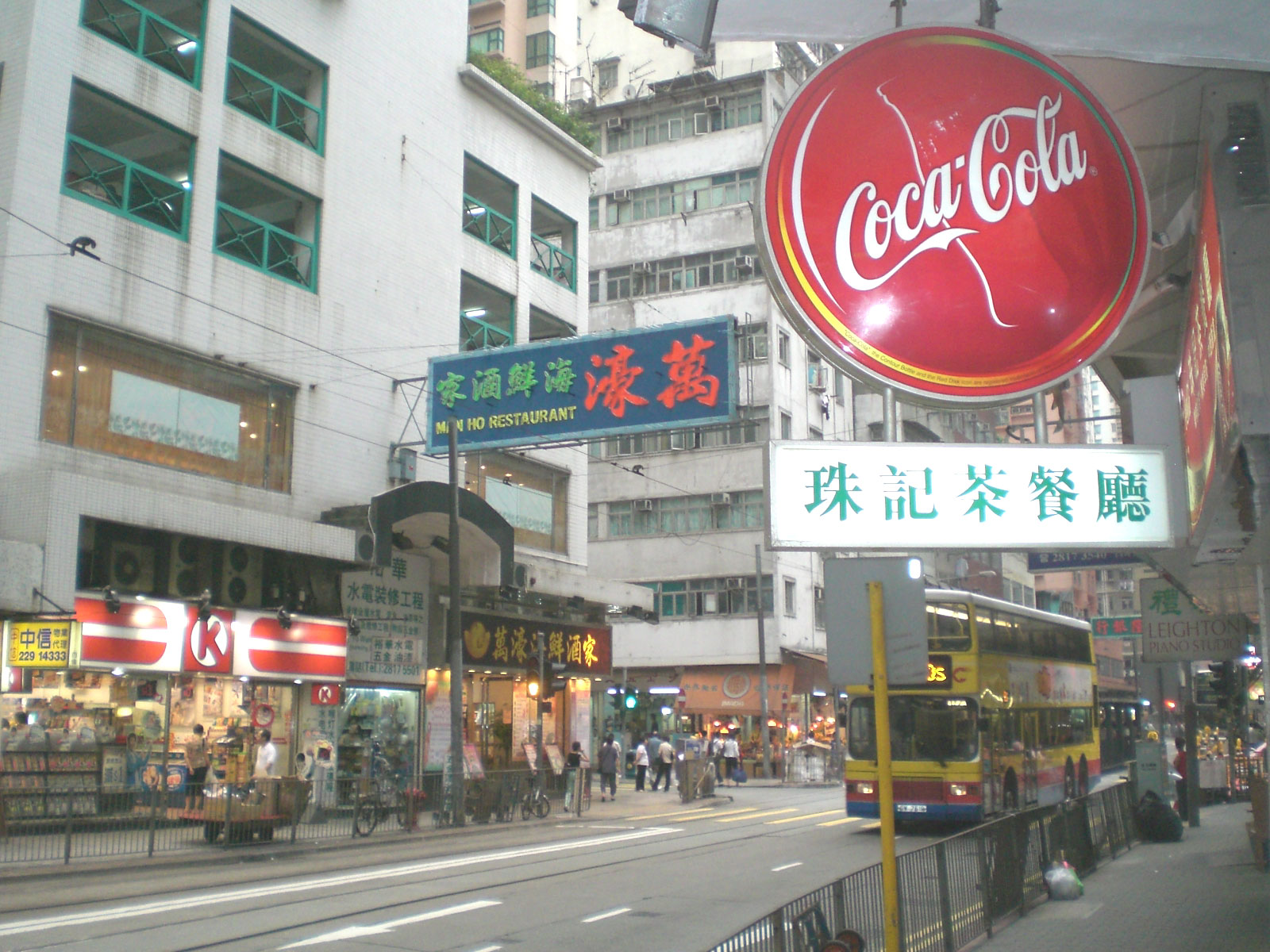
Coca-Cola-Werbung in Hongkong

Die wohl bekannteste Coca-Cola-Werbung war der durch Billy Davis’ Lied „I’d Like to Teach the World to Sing“ unterlegte Spot, in dem Menschen unterschiedlicher Herkunft und unterschiedlichen Alters sich im Laufe des Spots auf einer Wiese zusammenfinden, um gemeinsam zu singen, und der das Gemeinschaftsgefühl, das durch das Trinken von Coke entstehen soll, stark betont. Nachdem Pepsi den Superstar Michael Jackson für einen Werbespot engagiert hatte, konterte die Coca-Cola Company, indem sie eine neue Fassung dieses Spots drehte. Coca-Cola-Werbung funktioniert auch heute noch nach diesem Prinzip, wie der Spot „The March“ zeigt, der als zweite Fortsetzung des Spots von 1971 angesehen werden kann.
Von 1975 an versuchten Vertreter der Coca-Cola Company eine Aufhebung des Verbots ihres Getränks in der Volksrepublik China zu erreichen, um den großen Markt des bevölkerungsreichen Landes zu erschließen. Dies gelang 1978 mit der zunehmenden Entspannung der Sino-amerikanischen Beziehungen. Durch Zufall fielen die Durchbrüche in den Verhandlungen der Staaten und der Unternehmen zusammen: Am 13. Dezember des Jahres wurde ein entsprechender Vertrag zwischen der Coca-Cola Company und der staatlichen chinesischen Lebensmittelimportgesellschaft geschlossen, am 15. Dezember kündigte US-Präsident Jimmy Carter die Aufnahme diplomatischer Beziehungen zwischen den beiden Staaten an und am 19. Dezember wurden 20.000 Kisten Coca-Cola nach China verschickt. Die Vereinbarungen zwischen den Unternehmen sah einen Import von Coca-Cola zur ausschließlichen Verköstigung ausländischer Touristen in China vor. Im Gegenzug sollte die Coca-Cola Company in China produzieren und Fachwissen dorthin transferieren. Im Februar 1980 begann der Bau einer Abfüllanlage in Peking, die gut ein Jahr später offiziell ihren Betrieb aufnahm. 1983/84 erhielt das Unternehmen die Erlaubnis zum Betrieb zweier weiterer Abfüllanlagen in Sonderwirtschaftszonen. 1992 bestanden zehn Abfüllanlagen im Rahmen von Joint Ventures mit chinesischen Partnern und eine Firma zur Konzentratproduktion in China.

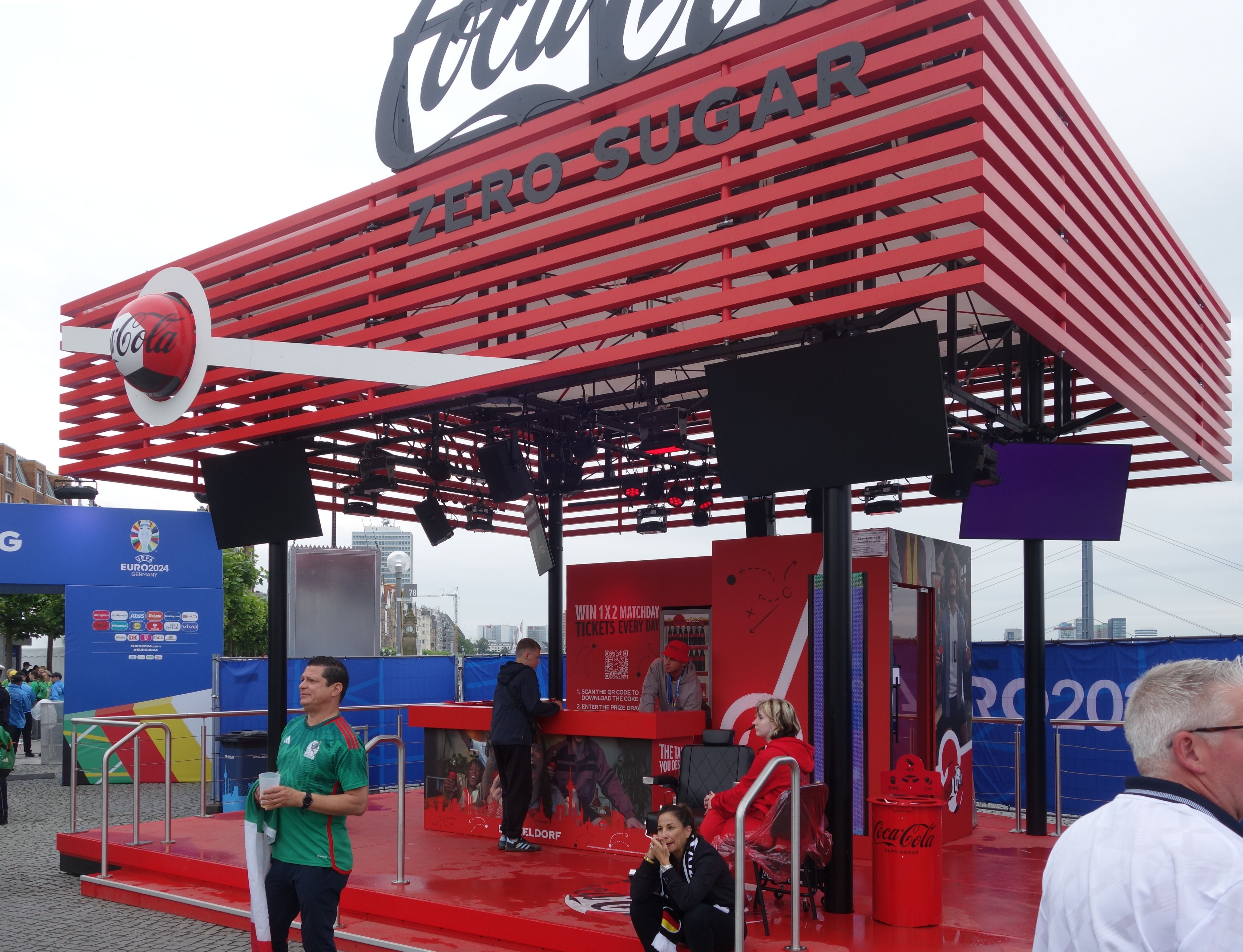
Coca Cola als Sponsor der Fußball-Europameisterschaft 2024, beim Public Viewing in Düsseldorf

Coca-Cola wird weltweit in mehr als 200 Ländern auf allen Kontinenten vertrieben. Täglich werden mehr als 1,9 Milliarden Getränke von Coca-Cola verkauft. In Indien war Coca-Cola von 1977 bis 1991 verboten, da sich das Unternehmen weigerte, das Rezept offenzulegen. In Myanmar wurde nach dem Ende der Militärdiktatur im Jahr 2012 das Getränk erstmals seit 60 Jahren eingeführt. Bis Anfang 2022 wurde Coca-Cola lediglich in zwei Ländern (in Nordkorea und auf Kuba) nicht offiziell verkauft. In Folge des russischen Überfalls auf die Ukraine, verkündete die Coca-Cola-Company, ihre Geschäftstätigkeiten in Russland am 9. März 2022 einzustellen, womit Coca-Cola nun in drei Ländern der Welt offiziell nicht erhältlich ist. Über Multon Partners ist das Unternehmen aber weiter im russischen Markt involviert.
Für Werbung und Marketing wurden 2016 rund 4 Milliarden US-Dollar ausgegeben, dem gegenüber steht ein Gewinn von 6,527 Milliarden US-Dollar.
Im Jahr 2007 wurde ein internes Startup mit der Kreation eines neuen Getränkeautomaten beauftragt, 2009 ging das Coca-Cola Freestyle genannte und von Pininfarina designte Produkt in Serie. In Nordamerika kommt es seitdem in Einkaufszentren und Schnellrestaurants zum Einsatz, seit 2016 auch in Deutschland, jedoch bislang nur in einigen Filialen der Burger-King-Kette und bei der Kino-Kette Cinemaxx. Mithilfe der aus der Medizin bekannten Mikrodosierungs-Methode kann der Kunde am mit Patronen statt Sirupkanistern befüllten Automaten aus der bisher breitesten Produktpalette überhaupt schöpfen. So ist beispielsweise die Kreation einer Coca-Cola light Traube möglich. 2011 wurde das Produkt vom Forbes-Magazin neben Apples iPhone zum Coolsten Produkt der Dekade gewählt. Konkurrent Pepsi zog 2014 mit seinem Pepsi Spire genannten Konkurrenzprodukt nach.
In Großbritannien war 2017 geplant, bei der vorweihnachtlichen Tour des Coca-Cola-Weihnachtstrucks an 42 Stationen Halt zu machen. Der Getränkehersteller gab an, die Haltepunkte nach Zuschriften aus der Bevölkerung auszuwählen. Erstmals rief die „englische Gesundheitsbehörde Public Health England (…) lokale Behörden auf, darüber nachzudenken, ob solche Werbekampagnen vereinbar seien mit dem Ziel, ‚besorgniserregende Häufungen von Adipositas und Karies bei Kindern‘ zu verringern.“ Die Initiative Sugar Smart, gestartet von Starkoch Jamie Oliver und der Organisation „Sustain“ forderte Coca-Cola auf, bei der Tour Wasser statt zuckerhaltigen Getränken auszuschenken. Ein entsprechender Protestbrief wurde auch von Behördenvertretern und Gemeinderatsmitgliedern aus 28 Kommunen unterzeichnet.
2017 hat Coca-Cola nach eigenen Angaben drei Millionen Tonnen Kunststoff produziert.

## Produkt

### Kokaingehalt
Über den ursprünglichen Kokaingehalt einer Coca-Cola ist viel spekuliert worden. Laut einem Rezept, das wohl von Frank M. Robinson verfasst wurde, enthielt ein Glas 8,45 Milligramm Kokain, wobei die typischerweise geschnupfte Dosis bei 20 bis 30 Milligramm liegt und oral eingenommenes Kokain schwächer wirkt. Coca-Cola Company streitet offiziell immer noch ab, dass ihr Getränk jemals Kokain enthalten habe.
2006 schrieb der Wiener Pharmazeut Wilhelm Fleischhacker in einem Artikel über Kokain, der auf der Basis seines Vortrages in der Österreichischen Akademie der Wissenschaften am 17. Oktober 2006 entstand: „Etwa um das Jahr 1885 wurde von dem amerikanischen Apotheker Pemberton Kokain zusammen mit Coffein einem als Allheilmittel angebotenen Getränk namens Coca-Cola zugesetzt. 1891 lagen bereits mindestens 200 Berichte über Cocainintoxikationen vor und 13 Todesfälle wurden bekannt. Bis 1903 enthielt ein Liter Coca-Cola etwa 250 Milligramm Kokain. 1914 wurde in den USA der Zusatz von Cocain in Getränken und rezeptfreien Arzneimitteln verboten und für Kokain auch in den europäischen Staaten strenge Suchtgiftbestimmungen erlassen.“
Nachdem sich allmählich die suchterzeugende Wirkung von Kokain in den westlichen Ländern herumgesprochen hatte, ging der Hersteller 1902 dazu über, nur noch nicht-alkaloide Extrakte aus den Kokablättern als Aroma zuzugeben. Dies geschah nicht zuletzt, um den Anspruch auf das Warenzeichen nicht zu verlieren. Ob Koka noch zur Cola-Herstellung verwendet wird, ist umstritten. Coca-Cola bestreitet es. Die Stepan Company besitzt eine Sondergenehmigung zur Einfuhr und Verarbeitung von Kokablättern aus Peru und Bolivien.
Dies hat Coca-Cola bei ihrem Erfolg und Image geholfen. In den USA wird Coca-Cola auch unter dem ehemaligen Spitznamen „Coke“ vermarktet, der auch Koks im Sinne des Heizmaterials bedeutet, aber umgangssprachlich auch für Kokain steht. In den Südstaaten nannte man Coca-Cola lange schlicht nur „Coke“.

### Design

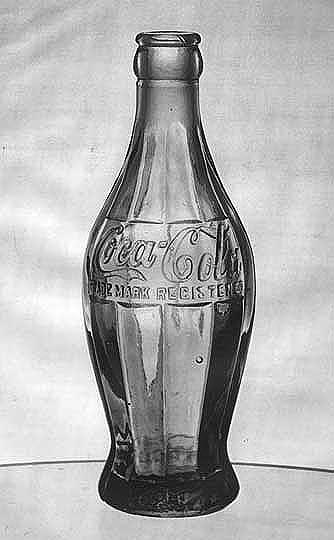
Diese erste Version der berühmten Flasche ging 1916 in Produktion.

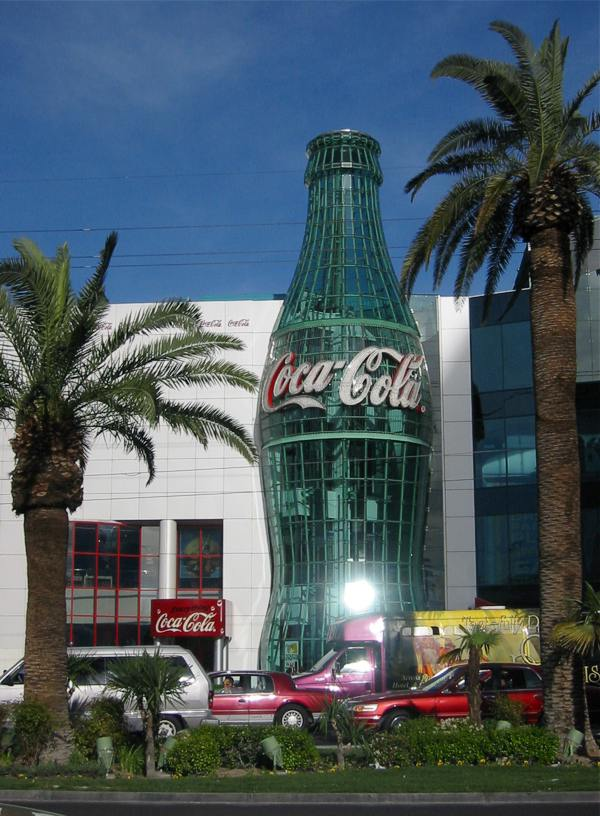
Am Las Vegas Strip: Die größte Colaflasche der Welt, zu finden vor dem Museum World of Coca-Cola, in der Nähe des MGM Grand Hotels

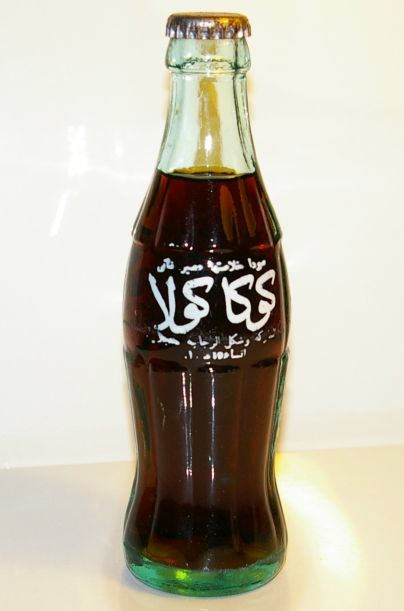
Coca-Cola-Flasche in der arabischen Welt

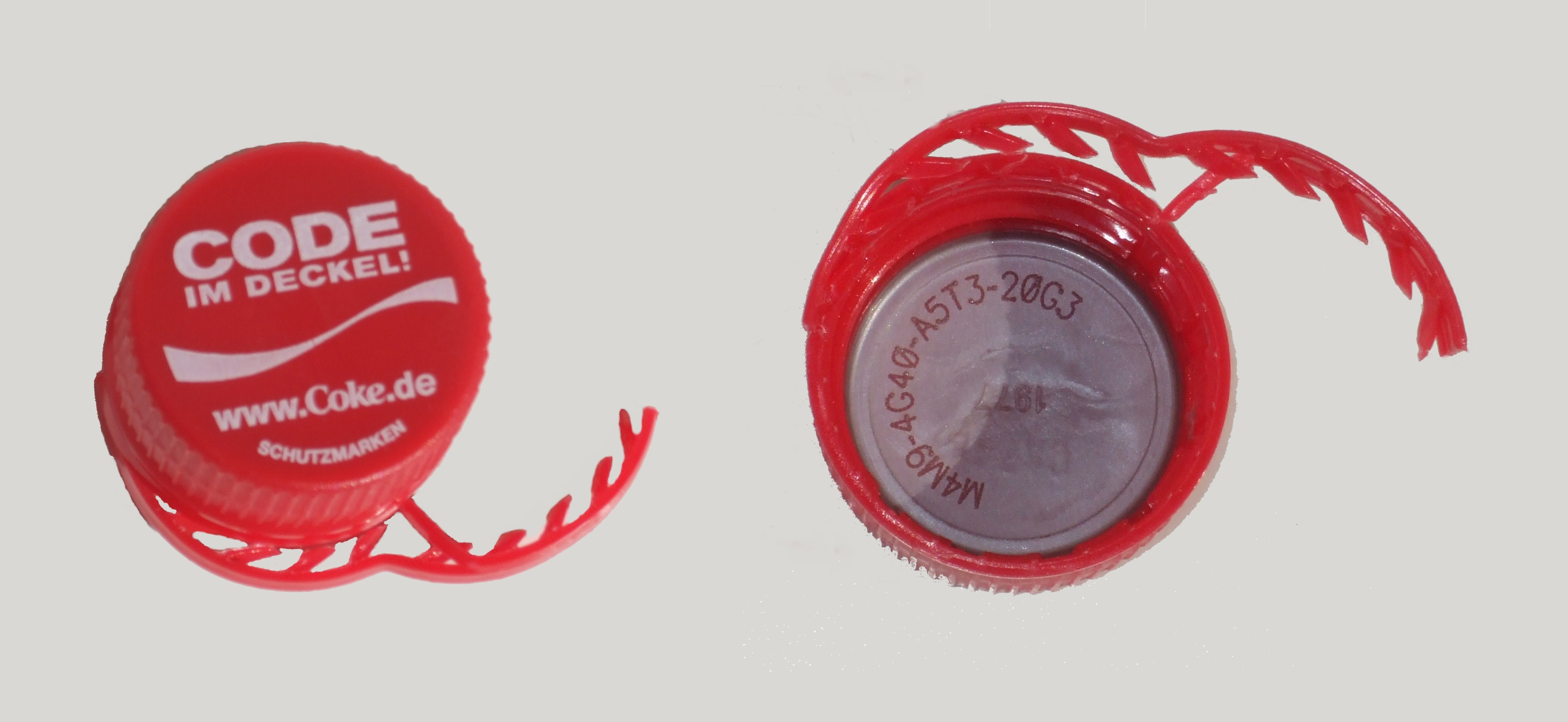
Schraubverschluss mit Frischesiegel und Coke-Fridge-Code auf der Innenseite

Die berühmte Konturflasche, auch „Humpelrock“ genannt, wurde am 18. August 1915 in den USA durch die Manufaktur „Root Glass Company“ von Alexander Samuelson zum Patent angemeldet und mit dem 16. November 1915 patentiert. Als Vorbild für die weiblichen Rundungen soll eine gläserne Tiffany-Vase Pate gestanden haben. Die Riffelung des Glases kommt vermutlich daher, dass ein Mitarbeiter der Manufaktur bei der Suche nach einer Abbildung des Kokablattes im Lexikon unter Kakaobohne nachsah. Sie wurde eingeführt, um Coca-Cola von den damals sehr zahlreichen Cola-Kopien zu unterscheiden. Ein weiterer Vorteil war auch das dicke Glas, das den Inhalt größer erscheinen ließ. Am Anfang war das Glas noch grünlich gefärbt; heute ist es Klarglas. Die Flasche entwickelte sich – neben dem Namen und dem Schriftzug – schnell zu einem eigenständigen Kennzeichen des Getränks, wurde aber markenrechtlich erst 1960 geschützt. Als Schriftart wurde Spencerian script verwendet.
Da ab den 1950er Jahren Pepsi nicht zuletzt wegen ihrer 12-Unzen-Flasche immer mehr Marktanteil gewann, wurden im Februar 1955 die „King-Size“-10- und 12-Unzen-Flaschen und die 26 Unzen fassende Familienflasche eingeführt. Erstere wurden zum gleichen Preis wie die originale 6-Unzen-Flasche verkauft, was aber deren Beliebtheit keinen Abbruch tat. 1977 wurde in Deutschland das rot-weiße Logo erstmals als farbiges Etikett auf die Flaschen geklebt.

### Produktvarianten
Neben der (österreichisch, bairisch: dem) klassischen Coca-Cola vermarktet die Coca-Cola Company auch abgeleitete Produkte unter den Marken Coca-Cola und Coke. So wurde 1982 mit großem Erfolg die anfangs kalorienarme und später kalorienfreie (aus lebensmittelrechtlicher Sicht) Diet Coke/Coca-Cola Light eingeführt (in Deutschland 1983). Von Coca-Cola und Diet Coke/Coca-Cola Light gibt es auch koffeinfreie sowie aromatisierte Versionen. Die 1985 auf den Markt gebrachte New Coke, die nach Verbraucherprotesten wieder vom Markt genommen wird, ist in manchen Regionen als Coke II weiterhin erhältlich.
Im Laufe der Zeit gab es auch zahlreiche  geschmackliche Variationen wie beispielsweise Vanilla Coke mit Vanillegeschmack, Cherry Coke mit Kirschgeschmack, Coca-Cola Citra mit Zitrusgeschmack, Coca-Cola mit Zitronen-, Limonen- oder Himbeergeschmack sowie Coke Light Lemon mit Zitronengeschmack. 2004 wurde zuerst in Japan und dann in den USA Coca-Cola C2 mit halbierter Zuckermenge und damit halbiertem physiologischem Brennwert eingeführt, welche 2007 jedoch aufgrund mangelnder Verkaufszahlen wieder eingestellt wurde.
2005 erschien in den USA Coca-Cola Zero, im Juli 2006 in Deutschland. Coca-Cola Zero enthält keinen („zero“) Zucker, sondern Süßstoff. Laut Hersteller unterscheiden sich beide Produkte ausschließlich im Geschmack: Coke Zero schmecke „fast wie die klassische Coca-Cola“, während Coca-Cola Light einen „eigenen einzigartigen Geschmack“ habe. Kritiker sehen die Einführung eines weiteren zuckerfreien Cola-Getränks in der Vermarktung begründet: Während sich die Werbung für Coca-Cola Light vermehrt an Frauen richtet, sind die Zielgruppe der Werbung für Coca-Cola Zero figurbewusste Männer.
Anfang 2006 testete die Coca-Cola Company das neue Produkt Coca-Cola BlāK mit Kaffeegeschmack in Frankreich und führte es kurz darauf in den USA ein. In Frankreich wurde ebenfalls das neue Coca-Cola light sango eingeführt.
Ab April 2008 wird in Deutschland das Produkt Coke Light Lemon durch die Wellness-Variante Coca-Cola Light Plus Lemon C ersetzt. Zusätzlich wurde bis März 2010 die neue Variante Coca-Cola Light Plus Green Tea (mit Grüner-Tee-Geschmack) verkauft. Beide sollen die weibliche Zielgruppe der 25- bis 39-Jährigen ansprechen.
Seit 2013 ist in Argentinien und Chile das grün etikettierte Coca-Cola Life auf dem Markt. Die Markteinführung in den USA erfolgte im August 2014 und einen Monat später auch in Großbritannien. In Coca-Cola Life wurde anfangs der Zucker zu einem Drittel, später zur Hälfte durch Stevia ersetzt. Seit Februar 2015 wurde Coca-Cola Life in grün etikettierten Flaschen auch in Deutschland sowie der Schweiz verkauft, nachdem im November 2011 Stevia in der EU als Lebensmittelzusatzstoff zugelassen wurde. Nach einem Bericht der Verbraucherzentrale Niedersachsen stand das Produkt in der Kritik, da es gesünderen Lifestyle suggeriere, mit 34 g Zucker auf 500 ml aber immer noch über dem Wert liege, den die WHO pro Tag empfiehlt. Ende 2017 wurde die Sorte von Coca-Cola aufgrund mangelnder Nachfrage eingestellt.

### Koscher für Pessach

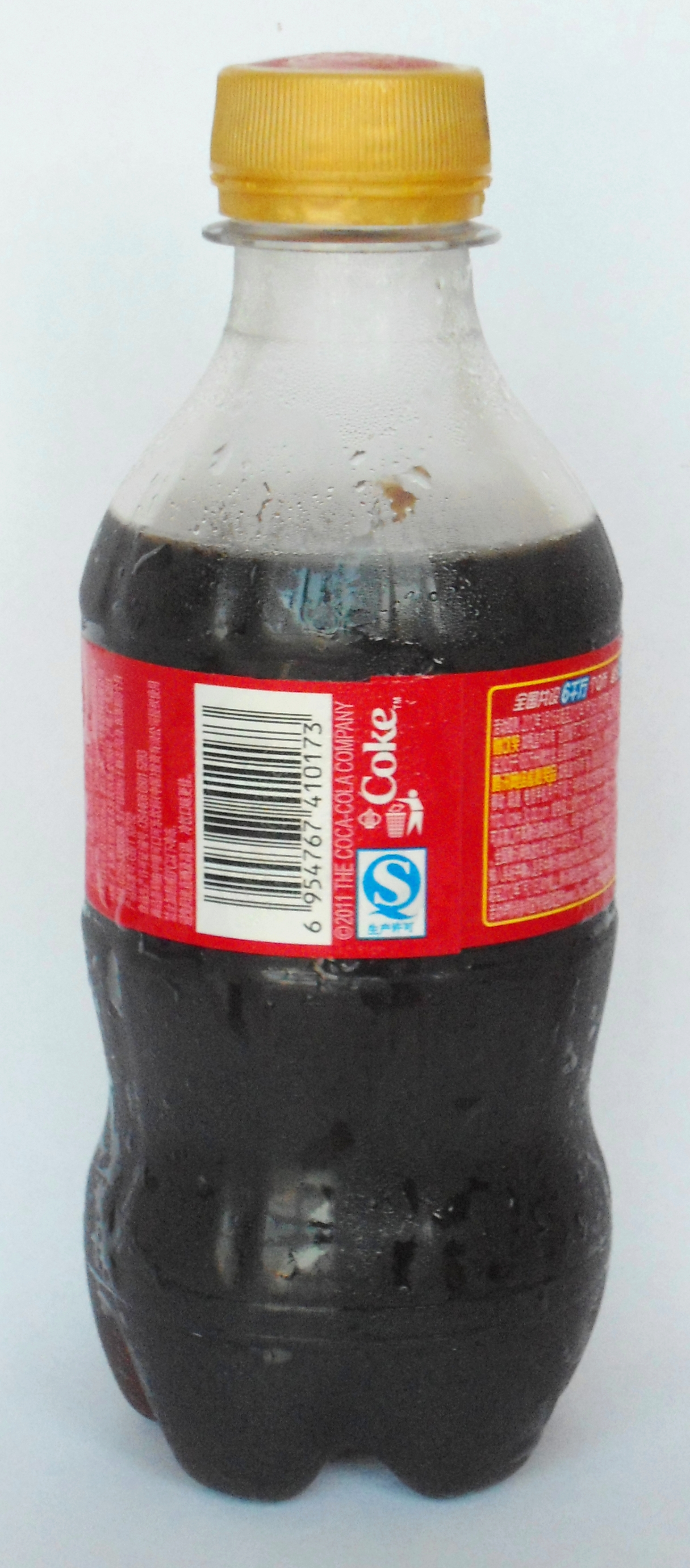
Cola-Flasche mit gelbem Verschluss

Juden machten es insbesondere in den USA zur Sitte, ihren Kindern Cola statt Traubensaft (als Ersatz für Wein) am Pessach-Fest zu geben. Nachdem das Rezept strikt geheim gehalten wird, war zunächst eine Überprüfung, ob Cola die allgemeinen Kaschrutvorschriften erfüllt, nicht möglich. In den 1930ern versprach Rabbiner Tobias Geffen aus Atlanta dem Getränkehersteller von Coca-Cola, das Rezept nicht weiterzugeben und durfte das Getränk entsprechend überprüfen. Nachdem die Getränkefirma für eine spezielle Koscher-für-Pessach-Linie den Fruktose-Mais-Sirup durch Zucker ersetzt hat (Mais ist streng religiösen Aschkenasim während des Pessachfestes verboten), vergab Geffen ein offizielles „Koscher für Pessach“-Zertifikat an Coca-Cola, was zu einem Verkaufserfolg führte. Die Orthodox Union (O-U) vergibt seit 1989 ein solches Zertifikat „Koscher für Pessach“. Diese Flaschen sind heute für ihre gelben Verschlussdeckel bekannt, in die „O-U-P“ als Hechscher (Koscher-Zertifikat) geprägt ist. Ist ein Nahrungsmittel „Koscher für Pessach“, gilt es das ganze Jahr über auch als koscher.

## Coca-Cola-Sorten in Deutschland

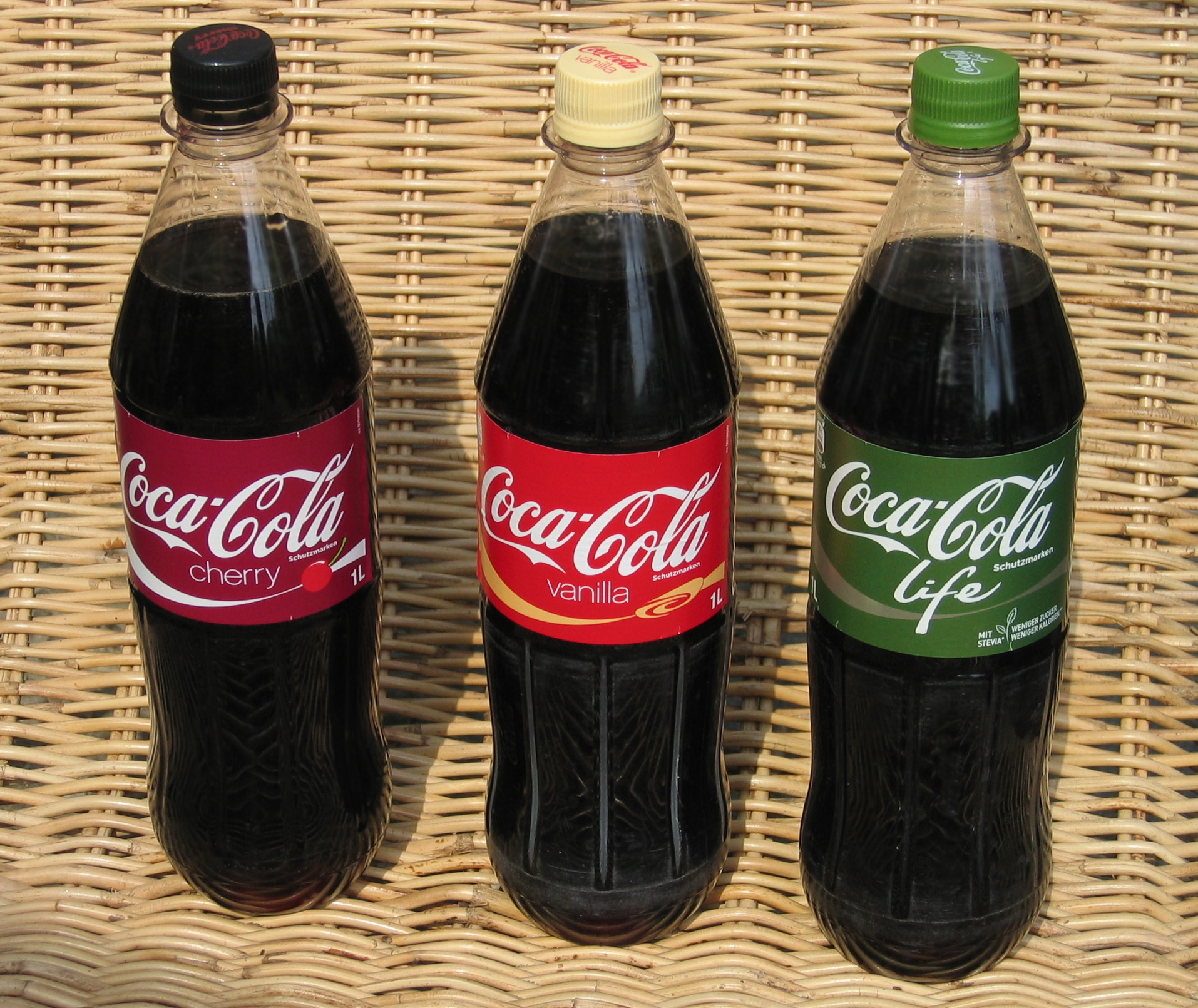
Produktvarianten Cherry, Vanilla, Life von 2016

Aktuell (Stand 05/25) im deutschen Sortiment:
- 1929: Coca-Cola Original Taste
  - bis 2016 Coca-Cola
  - 2016–2018 Coca-Cola Classic
- 1983: Coca-Cola light (zuckerfrei)
  - seit 1991, 1995 und 2005 jeweils mit neuer Rezeptur
  - 2016 bis 2020 Coca-Cola light taste
- 1986–2018, 2019, 2020: Coca-Cola Cherry (mit Kirschgeschmack)
  - bis 2010 Cherry Coke
  - wurde Ende 2018 eingestellt und durch eine zuckerfreie Variante ersetzt
  - im Juli 2019 nochmals als Aktion bei Netto Marken-Discount[63]
  - nach Verbraucherprotesten im Frühjahr 2020 wieder eingeführt
- 1990: Coca-Cola light koffeinfrei (zuckerfrei, koffeinfrei)
  - Markttest bereits 1984[64]
  - 2018 bis 2021 Coca-Cola light taste koffeinfrei
- 2003–2018, 2019, 2020: Coca-Cola Vanilla (mit Vanillegeschmack)
  - bis 2012 Vanilla Coke
  - wurde Ende 2018 eingestellt und durch eine zuckerfreie Variante ersetzt
  - im Juli und Oktober 2019 nochmals als Aktion bei Netto Marken-Discount[65]
  - nach Verbraucherprotesten im Frühjahr 2020 wieder eingeführt
- 2003: Coca-Cola light Lemon (mit Zitronengeschmack, zuckerfrei)
  - 2008 bis 2018 Coca-Cola light Lemon C
  - 2018 bis 2021 Coca-Cola light taste koffeinfrei
- 2006: Coca-Cola zero sugar (zuckerfrei)
  - bis 2016 Coca-Cola zero
  - 2016 und 2021 jeweils mit neuer Rezeptur
- 2013: Coca-Cola zero sugar zero koffein (zuckerfrei, koffeinfrei)
  - bis 2018 Coca-Cola zero koffeinfrei
  - bis 2021 Coca-Cola koffeinfrei ohne Zucker
- 2019: Coca-Cola zero sugar Cherry (mit Kirschgeschmack, zuckerfrei)
  - bis 2021 Coca-Cola Cherry ohne Zucker
- 2019: Coca-Cola zero sugar Vanilla (mit Vanillegeschmack, zuckerfrei)
  - bis 2021 Coca-Cola Vanilla ohne Zucker
- 2022: Coca-Cola zero sugar Lemon (mit Zitronengeschmack, zuckerfrei)[66]

Konzentrate:
- ? : Coca-Cola Original Taste (als Grundstoff für Post-Mix-Geräte zur Herstellung eines koffeinhaltigen Erfrischungsgetränkes mit Pflanzenextrakten)
  - in Keg-Mehrwegfässern zu 9L, 10L und 18L sowie in Bag-In-Box Kartons zu 10L und 20L

Inoffizielle Sorten:
Bei diesen Produkten handelt es sich um Export-Dosen deutscher Herkunft im klassischen Dosenformat (0,33 L), welche für den dänischen Grenzhandel bestimmt sind. Teilweise werden diese Dosen auch reimportiert und im deutschen Einzelhandel angeboten.
- 2019: Coca-Cola Cherry (mit Kirschgeschmack)
  - mit identischer Rezeptur zur offiziellen deutschen Variante
- 2020: Coca-Cola light (zuckerfrei)
  - mit identischer Rezeptur zur offiziellen deutschen Variante
- 2021: Coca-Cola Vanilla (mit Vanillegeschmack)
  - mit identischer Rezeptur zur offiziellen deutschen Variante
- 2025: Coca-Cola zero Lime (mit Limettengeschmack, zuckerfrei)[67]

Künftig im deutschen Sortiment:
- 2025: Coca-Cola Lemon
  - nur in der 0,33 L Dose und 1,0 L MW-PET-Flasche

Nicht mehr im deutschen Sortiment:
- 1984–1990, 2000–2003: Coca-Cola koffein-frei (koffeinfrei)
- 2015–2017: Coca-Cola Life (zuckerreduzierte Limonade mit Steviasüßung)[68]
  - 2016 neue Rezeptur[69]
- 2019: Coca-Cola zero sugar Citron (mit Zitronengeschmack, zuckerfrei)
  - nur als Export-Dose für den dänischen Grenzhandel
- 2019–2020: Coca-Cola light taste exotic mango (exotischer Mangogeschmack, zuckerfrei)
- 2019–2020: Coca-Cola light taste ginger lime (Ingwer-Limette-Geschmack, zuckerfrei)
- 2019–2021: Coca-Cola Energy; Energydrink (mit Coca-Cola-Geschmack)
  - ab 2020 mit neuer Rezeptur
- 2019–2021: Coca-Cola Energy ohne Zucker; Energydrink (mit Coca-Cola- und Guarana-Geschmack, zuckerfrei)
  - ab 2020 mit neuer Rezeptur
- 2019, 2020, 2021: Coca-Cola Zimt ohne Zucker (Zimtgeschmack, zuckerfrei)
  - jeweils als limitierte Weihnachtsedition
- 2020–2021: Coca-Cola Energy Cherry; Energydrink (mit Coca-Cola- und Kirsch-Geschmack)
- 2023: Coca-Cola zero Creations Movement (mit „Fantasy“-Geschmack – wird von Konsumenten zum Teil als ein Mix von Ananas, Kokosnuss, Vanille und Karamell beschrieben, zuckerfrei)
  - limitierte Edition in Kooperation mit Rosalía[70]
  - nur in der 0,25 L Slimline-Dose
- 2023: Coca-Cola zero Creations Future Tech 3000 (mit „Future Inspired Flavour“-Geschmack, zuckerfrei)[71]
  - limitierte Edition Co-Created with AI
  - nur in der 0,25 L Slimline-Dose
- 2024: Coca-Cola Creations zero K-Wave
  - limitierte Edition
  - nur in der 0,25 L Slimline-Dose
- 2024: Coca-Cola Creations zero Oreo
  - limitierte Edition
  - nur in der 0,25 L Slimline-Dose[72]

## Verpackungen

### Deutschland

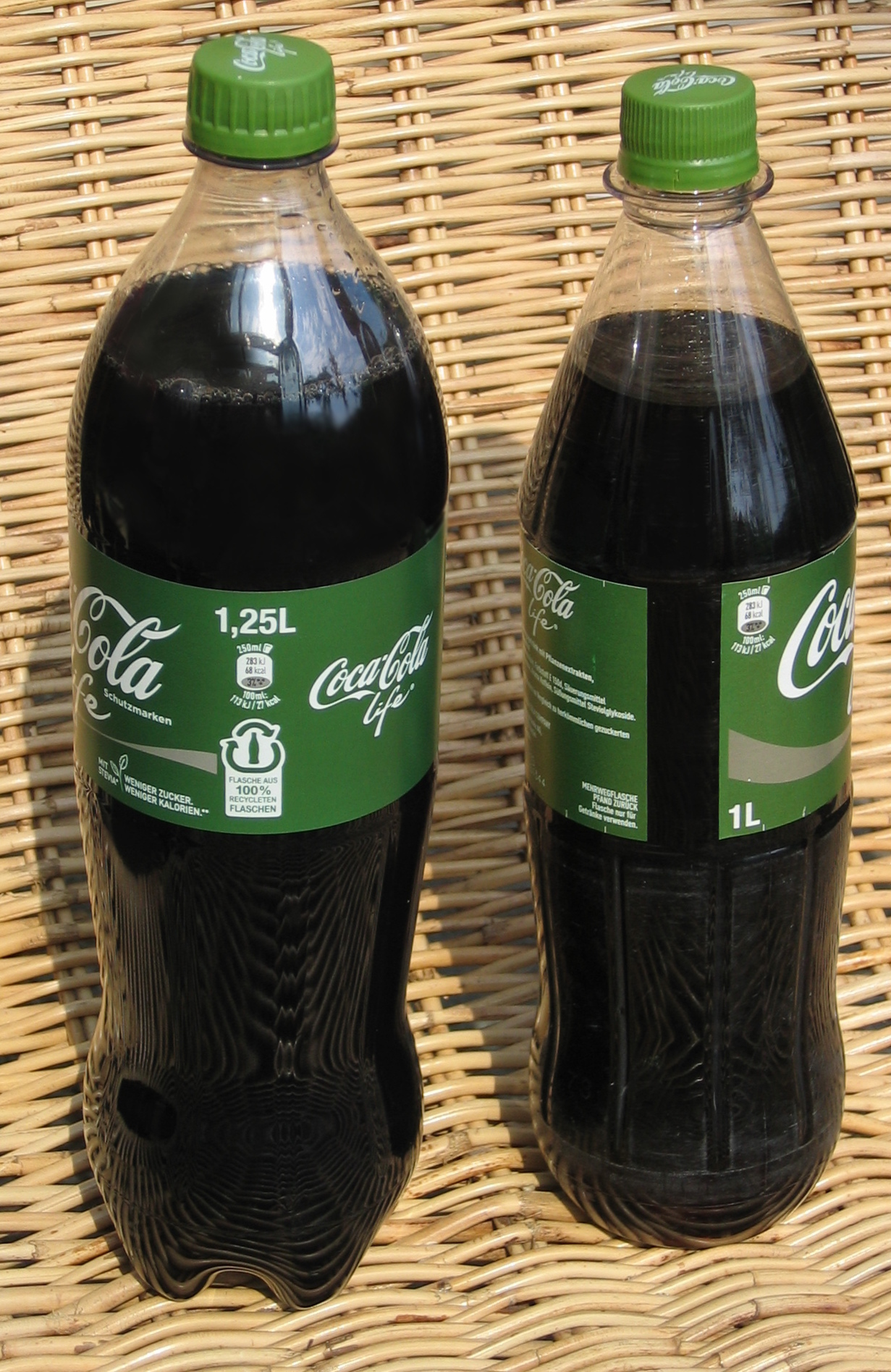
Life PET-Flaschen:
1,25 l Einweg,
1 l Mehrweg

Coca-Cola (aber nicht jede Sorte) ist in Deutschland in folgenden Verpackungen erhältlich (Stand: 03/25):
- PET-Mehrwegflasche (15 Cent Pfand):
  - 1,0 Liter
- PET-Einwegflasche (25 Cent Pfand):
  - 0,33 Liter
  - 0,5 Liter
  - 0,85 Liter (ab April 2025)[73]
  - 1,0 Liter
  - 1,25 Liter
  - 1,5 Liter
  - 2,0 Liter
- Getränkedose (25 Cent Pfand):
  - 0,25 Liter (Slimline-Format, nur als limitierte Coca-Cola zero Creations Editionen)
  - 0,25 Liter (Sleek-Format, im 8er-Aktions-Multipack)[74]
  - 0,33 Liter (Sleek-Format)
  - 0,33 Liter (klassisches Format, im 18er-Aktions-Multipack)
  - 0,5 Liter (nur als Aktionsartikel)[75]
- Getränkedose (pfandfrei):
  - 0,15 Liter (nur im Airline-Catering)
- Glas-Mehrwegflasche (15 Cent Pfand):
  - 0,2 Liter
  - 0,33 Liter
  - 0,4 Liter
  - 0,5 Liter
  - 1,0 Liter[76]
- CC-Keg (25 Euro Pfand):
  - 9 Liter
  - 18 Liter
- BIB (Bag-In-Box, Sirup für Post-Mix-Geräte in der Gastronomie):
  - 10 Liter
  - 20 Liter

In der Vergangenheit war Coca-Cola auch erhältlich in:
- Glas-Mehrwegflasche (mit Pfand):
  - 0,7 Liter
  - 1,5 Liter
- PET-Mehrwegflasche (mit Pfand):
  - 0,5 Liter
  - 1,5 Liter
- PET-Einwegflasche (mit Pfand):
  - 2,25 Liter
  - 0,66 Liter
- Getränkedose (pfandfrei):
  - 0,25 Liter (Slimline-Format, nur als Gratisproben, nur light und light lemon)
  - 0,33 Liter (klassisches Format)
  - 0,326 Liter (GB-Import 1971)[77]
  - 0,35 Liter
  - 0,5 Liter
- Getränkedose (mit Pfand):
  - 0,15 Liter
- Glas-Einwegflasche (pfandfrei):
  - 0,33 Liter
  - 1,0 Liter

Coca-Cola hatte Anfang 2015 angekündigt, die PET-Mehrwegflaschen mit Volumen von 0,5 und 1,5 Litern einzustellen. Die 1,5-Liter-Mehrwegflasche wird mit der Begründung des sinkenden Absatzes durch den demografischen Wandel eingestellt. Die 0,5-Liter-Mehrwegflasche leidet an dem hohen Aufwand der Leergutrückführung, da sie als Mitnahmeartikel häufig an anderer Stelle zurückgegeben würde, als sie erworben wurde. Dadurch mussten leere Kästen im erhöhten Maß transportiert werden. Die Wiederbefüllquote war mit fünf bis sechs Umläufen die niedrigste der Mehrweggebinde, da auch 15 Prozent der Flaschen gar nicht zurückgeführt wurden.
Die Mehrwegflaschen erreichen bei den Glasflaschen im Schnitt zwanzig und bei den PET-Flaschen im Schnitt fünfzehn Umläufe. Coca-Cola bezifferte den Mehrweganteil für 2014 mit 56,7 %.
Das Pfand für PET-Mehrwegflaschen betrug bis zum 21. Januar 2002 36 Cent, bzw. 70 Pfennige, wurde dann auf 15 Cent branchenübliches Pfand gesenkt.

### Österreich
In Österreich gab es bis 2025 auf Dosen kein Pfand, auf im Lebensmitteleinzelhandel selten gewordene 1-L-Glasflaschen Pfand. Es gibt kleine Glasflaschen für Automaten und in der Gastronomie ohne Pfand. Automaten sind heute in der Regel mit Dosen bestückt. PET-Flaschen existieren als starkwandige Mehrwegflaschen (erkennbar an Scheuerspuren) mit Pfand und als dünne Einwegflaschen ohne Pfand.

### Schweiz
In der Schweiz wurden im April 2019 die 0,5-Liter-PET-Flaschen auf 0,45 Liter und die 1-Liter-Flaschen auf 0,75 Liter verkleinert. Selecta reagierte daraufhin mit einer Sortimentsanpassung bei ihren rund 8.000 Snackautomaten welche sie schweizweit betreibt und nahm dabei einige Produkte von Coca-Cola aus dem Sortiment.
Somit verkauft Coca-Cola Schweiz per 2019 für den Endkundenbereich Einweg-PET-Flaschen in den Größen 0,45 Liter, 0,75 Liter und 1,5 Liter. Als Mehrweg-PET-Flasche kommt noch 1-Liter-Flasche hinzu, welche harassenweise gekauft werden kann. Im Gastrobereich hingegen ist die 0,33-Liter-Glasflasche üblich. Dosen füllt Coca-Cola Schweiz keine mehr ab. In Ungarn abgefüllte 0,15-Liter- und in Italien abgefüllte 0,33-Liter-Dosen werden durch die Coca-Cola Schweiz weiterverkauft.
Durch Parallelimporte sind bei Detaillisten teils auch Dosen oder Flaschen anderer Größen oder Formen verfügbar. Coop setzte bis 2022 auch auf Parallelimporte, bis das Shrinkflation rückgängig gemacht wurde, womit wieder 0,5 Liter-Flaschen im Angebot waren.

## Nachahmer
Durch den Erfolg von Coca-Cola, eigentlich selbst als Nachahmung des Vin Mariani entstanden, wurden viele Nachahmer auf den Plan gerufen. So sprossen um das Jahr 1900 eine große Zahl von Colas aus dem Boden, unter anderem Coke-Ola, Carbo-Cola, Sola-Cola, Coca-Nola, Afri-Cola, Pepsi-Cola, Pepsi-Nola, Cola-Coke, Kola-Kola, Noka-Cola oder Cold-Cola. Auch Pembertons ehemaliger Partner J. C. Mayfield produzierte Getränke wie Dope, Wine Cola oder Koke.
Auch deswegen wollte sich Candler den Coca-Cola-Schriftzug als Warenzeichen schützen lassen. Dabei stieß er aber auf den Drogisten Benjamin Kent aus New Jersey, der seit 1884 Kent’s Coca-Cola verkaufte und sich diese schon 1889 hatte schützen lassen, aber aus rechtlichen Gründen angegeben hatte, sie erst seit 1888 zu verkaufen. Wegen dieses glücklichen Umstands konnte sich Candler die Rechte schützen lassen, da Pemberton den Namen Coca-Cola schon 1887 hatte eintragen lassen.

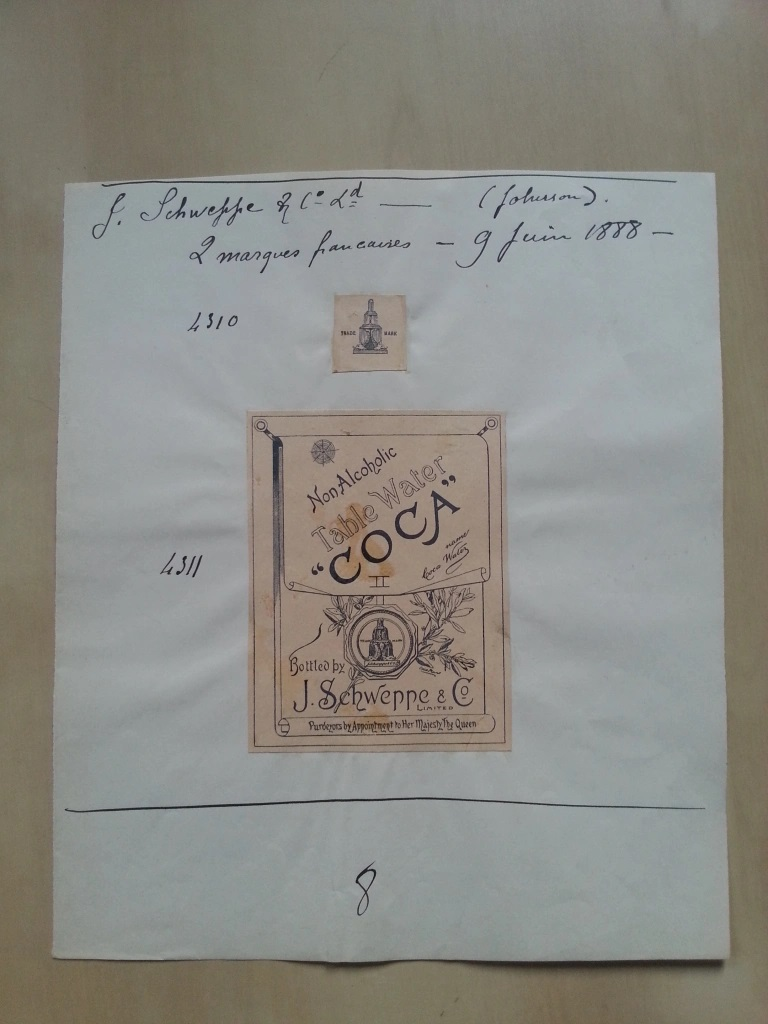
Trademark-Eintrag für COCA von Schweppes – 9. Juni 1888

Daraufhin wollte die Coca-Cola Company die Nachahmer verklagen, scheiterte aber anfangs, da die Angeklagten argumentierten, Coca-Cola sei nur ein deskriptiver Name für die Hauptbestandteile. Aus Angst, dass diese Argumentation Allgemeingut werde, sah Candler zunächst von weiteren Klagen ab.
1904 trat der Anwalt Harold Hirsch Candlers Anwaltskanzlei bei und 1905 wurde das US-amerikanische Markenzeichengesetz eingeführt, das „Coca-Cola“, ob deskriptiv oder nicht, zunächst für 10 Jahre unter Schutz stellte. Als Hirsch 1909 bei der Coca-Cola Company Hauptverantwortlicher für Rechtsangelegenheiten wurde, heuerte er erst Detektive an, die in Soda-Bars Proben nahmen und kontrollierten, ob unter dem Namen Coca-Cola andere Produkte ausgeschenkt wurden. 1915 baute er eine hausinterne Ermittlungsabteilung mit vollzeitbeschäftigten Mitarbeitern auf. Dazu verklagte er jede Getränkefirma, deren Produktname nur entfernt an Coca-Cola erinnerte oder die rote Fässer, ein ähnliches Schriftlogo oder rautenförmige Etiketten verwendeten. Zudem versuchte er erfolglos, die braune Färbung von Coca-Cola schützen zu lassen. 1923 hatte er genug Prozesse gewonnen, um ein 650 Seiten starkes Buch über das Coca-Cola-Recht herauszugeben. Bis 1926 hatte er schätzungsweise 7000 Marken verbieten lassen, in jenem Jahr strengte er etwa 50 Klagen an.
In den 1930er Jahren sollte auch Pepsi-Cola verklagt werden, nachdem Walter Staunton Mack die Firma übernommen hatte und dieser Coke aus mehreren seiner eigenen Ausschankstätten verbannt und durch Pepsi ersetzt hatte. Zudem hatte man bei Coca-Cola das Ziel ins Auge gefasst, das Wort Cola für sich zu registrieren. Dazu musste man sichergehen, dass Cola der geläufige Ausdruck für Coca-Cola blieb. Nachdem Mack jedoch Beweise für Bestechung in einem früheren Prozess gegen ein anderes Plagiat entdeckt hatte, einigte man sich außergerichtlich darauf, dass Pepsi sein Getränk auch weiterhin eine Cola nennen durfte. Da man nun seitens der Coca-Cola Company keine Chance mehr hatte, sich diesen Ausdruck zu sichern, forcierte man die Anstrengungen darauf, Coke, das eigentlich Koks-Kohle bedeutet, als landläufige Bezeichnung für Coca-Cola zu etablieren und sich so diesen Namen schützen zu lassen.

## Rezept
Die von Pemberton gebraute Pemberton’s French Wine Coca aus Wein, Kolanüssen und Kokablättern hat mit der heutigen Coca-Cola nicht viel gemeinsam. Sein Rezept war hauptsächlich konzipiert, den bitteren Geschmack des Kokablattes zu überdecken. Nachdem Pemberton das Rezept für die von ihm bereits abgewandelte weinlose Coca-Cola mehrfach verkauft hatte, hatten ein Dutzend Leute Zugang zu seinem Rezept. Aus diesen Gründen änderte Candler die Zusammensetzung und gab ihr den Code 7X, wodurch er Coca-Cola geschmacklich vom Ursprungsrezept abgrenzen konnte. Er war so besessen von Geheimhaltung, dass er das Rezept niemals zu Papier brachte, die Etiketten immer von allen Konzentraten entfernte und seine Cola stets eigenhändig hinter verschlossenen Türen braute. Das Konzentrat aus Kolanuss und Kokablatt erhielt den Namen Merchandise No. 5.
Da der synthetische Zuckeraustauschstoff Saccharin konservierend wirkte und billiger war, wurde schon bei den ersten Abfüllversuchen seitens des Abfüllers Thomas im Geheimen damit experimentiert, den Sirup zum Abfüllen damit zu strecken. Um die Jahrhundertwende ging diese Zutat dann in das Rezept ein, vermutlich nach Rücksprache mit Thomas. 1906 wurde es jedoch wieder herausgenommen, um dem Pure Food and Drug Act zu entsprechen, das Saccharin als „verfälschende“ Zutat deklarierte. Weil die Coca-Cola Company aufgrund dieses Gesetzes wegen des Koffeingehaltes von Coke verklagt wurde, einigte man sich 1917, den Koffeingehalt auf 130 mg/100 ml zu reduzieren, dafür jedoch den Anteil von Merchandise No. 5 zu verdoppeln.
Noch heute wird behauptet, dass die Rezeptur (Formel 7×100) eines der bestgehüteten Geheimnisse sei. Die Formel liegt der Legende nach in einem Tresor in Atlanta; nie mehr als zwei Menschen sollen Zugang zu diesem haben und die genaue Rezeptur kennen.
Die hauptsächlichen Geschmacksträger waren und sind echte Vanille, Orangen-, Zitronen- und Zimtöle. Für den sauren Geschmack sorgt Phosphorsäure, für die Süße gewöhnlicher Haushaltszucker (chemisch Saccharose). Die Zutaten sind heute überall auf der Welt die gleichen und alle Zutaten wie Wasser oder Zucker müssen gleich aufbereitet werden. Hierbei gelten strenge Auflagen. Einzig bei der verwendeten Zuckerart dürfen die Produzenten wählen. So wird in Europa hauptsächlich Rübenzucker, in Asien eher Rohrzucker und in Amerika Zucker aus Maissirup verwendet. Nicht zuletzt dadurch kann der Geschmack von Coca-Cola durchaus variieren, obwohl die Grundbestandteile und die Hauptgeschmacksnote dieselbe bleiben.

### Zutatenlisten
der aktuell in Deutschland erhältlichen Varianten (ohne limitierte Sondersorten), laut Verpackungsangabe (Stand: 10/2024):
Coca-Cola Original Taste
als koffeinhaltiges Erfrischungsgetränk mit Pflanzenextrakten
- Wasser, Zucker, Kohlensäure, Farbstoff E 150d, Säuerungsmittel Phosphorsäure, natürliches Aroma, Aroma Koffein

Coca-Cola Cherry
als koffeinhaltiges Erfrischungsgetränk mit Pflanzenextrakten und Kirschgeschmack
- Wasser, Zucker, Kohlensäure, Farbstoff E150d, Säuerungsmittel Phosphorsäure, Aroma, Aroma Koffein

Coca-Cola Vanilla
als koffeinhaltiges Erfrischungsgetränk mit Pflanzenextrakten und Vanillegeschmack
- Wasser, Zucker, Kohlensäure, Farbstoff E150d, Aroma, Säuerungsmittel Phosphorsäure, Aroma Koffein

Coca-Cola zero sugar
als kalorienfreies, koffeinhaltiges Erfrischungsgetränk mit Pflanzenextrakten, mit Süßungsmitteln
- Wasser, Kohlensäure, Farbstoff E 150d, Säuerungsmittel Phosphorsäure, Süßungsmittel (Natriumcyclamat, Acesulfam K, Aspartam, enzymatisch hergestellte Steviolglycoside), natürliches Aroma, Aroma Koffein, Säureregulator Natriumcitrate

Coca-Cola zero sugar koffeinfrei
als kalorienfreies, koffeinfreies Erfrischungsgetränk mit Pflanzenextrakten, mit Süßungsmitteln
- Wasser, Kohlensäure, Farbstoff E150d, Säuerungsmittel Phosphorsäure, Süßungsmittel (Natriumcyclamat, Acesulfam K, Aspartam), Säureregulator Natriumcitrate, natürliches Aroma

Coca-Cola zero sugar Cherry
als kalorienfreies, koffeinhaltiges Erfrischungsgetränk mit Pflanzenextrakten und Kirschgeschmack, mit Süßungsmitteln
- Wasser, Kohlensäure, Farbstoff E150d, Säuerungsmittel Phosphorsäure, Süßungsmittel (Natriumcyclamat, Acesulfam K, Aspartam), natürliches Aroma, Aroma Koffein, Säureregulator Natriumcitrate

Coca-Cola zero sugar Vanilla
als kalorienfreies, koffeinhaltiges Erfrischungsgetränk mit Pflanzenextrakten und Vanillegeschmack, mit Süßungsmitteln
- Wasser, Kohlensäure, Farbstoff E150d, Säuerungsmittel Phosphorsäure, Süßungsmittel (Aspartam, Acesulfam K, Natriumcyclamat), natürliches Aroma, Aroma Koffein, Säureregulator Natriumcitrate

Coca-Cola zero sugar Lemon
als kalorienfreies, koffeinhaltiges Erfrischungsgetränk mit Pflanzenextrakten und Zitronengeschmack, mit Süßungsmitteln
- Wasser, Kohlensäure, Farbstoff E 150d, natürliches Aroma inklusive Koffein, Zitronensaft aus Zitronensaftkonzentrat (0,1 %), Süßungsmittel (Natriumcyclamat, Acesulfam K, Aspartam), Säuerungsmittel Phosphorsäure, Säureregulator Natriumcitrate

Coca-Cola light
als kalorienfreies, koffeinhaltiges Erfrischungsgetränk mit Pflanzenextrakten, mit Süßungsmitteln
- Wasser, Kohlensäure, Farbstoff E 150d, Süßungsmittel (Natriumcyclamat, Acesulfam K, Aspartam), Säuerungsmittel (Phosphorsäure, Citronensäure), natürliches Aroma, Aroma Koffein

Coca-Cola light koffeinfrei
als koffeinfreies, kalorienfreies Erfrischungsgetränk mit Pflanzenextrakten, mit Süßungsmitteln
- Wasser, Kohlensäure, Farbstoff E150d, Säuerungsmittel (Phosphorsäure, Citronensäure), Süßungsmittel (Natriumcyclamat, Acesulfam K, Aspartam), Aroma

Coca-Cola light lemon
als kalorienfreies, koffeinhaltiges Erfrischungsgetränk mit Pflanzenextrakten und Zitronengeschmack, mit Süßungsmitteln
- Wasser, Kohlensäure, Aroma, Farbstoff E150d, Säuerungsmittel (Weinsäure, Phosphorsäure, Citronensäure), Süßungsmittel (Natriumcyclamat, Acesulfam K, Aspartam), Säureregulator Natriumcitrate, Aroma Koffein, Antioxidationsmittel Ascorbinsäure

Die meisten Varianten wie etwa Coca-Cola light unterscheiden sich dem Etikett nach hauptsächlich durch Verwendung von Süßstoffen. In Bulgarien, Tschechien, Ungarn, Slowenien, Kroatien und der Slowakei ist Glukose-Fructose-Sirup anstatt Zucker in der klassischen Variante enthalten.
100 ml Cola enthalten durchschnittlich 10,6 g Zucker (entspricht etwa 3 Zuckerwürfeln) und 10 mg Koffein (zum Vergleich: 100 ml Filterkaffee enthält etwa 64–96 mg Koffein.) Obwohl es sich bei Koffein um eine pharmakologisch aktive Substanz handelt, müssen Getränke, die weniger als 15 mg/100 ml Koffein enthalten, in Deutschland keine Konzentrationsangaben ausweisen.

### Pendergrasts Rezept
Der US-amerikanische Autor Mark Pendergrast behauptet in seinem Buch „Für Gott, Vaterland und Coca-Cola“, die ursprüngliche Coca-Cola-Rezeptur gefunden zu haben. Sie stammte aus der Feder von Thomas, der bei Pemberton angestellt war. Da einem Chemiker, der aus Coke die braune Farbe entfernen sollte, das gleiche Rezept gegeben wurde, kann man davon ausgehen, dass dies das Ur-Rezept ist. Ihm zufolge bereitet man Coke wie folgt zu:
- 1 Unze[92] Koffein-Citrat
- 1 Unze Vanille-Extrakt
- 2½ Unzen Essenz
- ausreichend Karamell
- 4 Unzen F.E. Coco 4[93]
- 3 Unzen Zitronensäure
- 1 Quart[94] Limettensaft
- 30 lbs[95] Zucker
- 2½ Gallonen[96] Wasser

Die Essenz besteht aus:
- 80 Tl. Orangenöl
- 120 Tl. Limonenöl
- 40 Tl. Muskatnussöl
- 40 Tl. Zimtöl
- 20 Tl. Korianderöl
- 40 Tl. Neroliöl
- 1 Quart Alkohol

Koffeinsäure und Limettensaft in 1 Quart kochendem Wasser mischen, Vanille und Essenzen zusetzen, sobald es abgekühlt ist.
Das Rezept sagt aber nicht aus, was mit dem Zucker, dem Koka-Extrakt, dem Karamell oder dem Rest des Wassers passiert.
Da Pendergrast behauptet, dass sein Rezept für 2,5 Gallonen Cola sei und dass Poundstones Rezept genau dasselbe sei, nur eben für nur 1 Gallone, schließt man daraus, dass die hier angegebene Mengenangabe von Pendergrast „ausreichend Karamell“ dieselbe Menge von Poundstones Rezept, nur mal 2½, ist. Sprich: „ausreichend Karamell“ ist in Pendergrasts Rezept nichts anderes als 37 g Karamell, die man für eine Gallone braucht, mal 2½ = 92,5 g Karamell (die Menge für 2½ Gallonen).

### Poundstones’ Rezept
Die augenblicklichen Zutaten für 1 Gallone, wenn auch nicht in der richtigen Menge, so meint Mark Pendergrast, entspräche William Poundstones in dessen Buch Big Secrets abgedruckten Rezept:
- 2400 g Zucker
- 37 g Karamell
- 3,7 g Koffein
- 11 g Phosphorsäure
- 1,1 g Entkokainisierte Kokablatt-Tinktur
- 0,37 g Kolanüsse

Zucker in gerade genug Wasser auflösen. Kokablatt und Kolanüsse in 22 Gramm 20-prozentigem Alkohol tränken, dann filtern und die Flüssigkeit dem Sirup zusetzen.
Herstellung der Essenz (7X-Essenzen):
- 30 g Limettensaft
- 19 g Glycerin
- 1,5 g Vanille-Extrakt
- eine Spur Neroliöl
- 0,47 g Orangenöl
- 0,88 g Limonenöl
- 0,07 g Muskatnussöl
- 0,20 g Kassiaöl (chinesisches Zimtöl)
- 0,27 g Limettenöl
- eine Spur Korianderöl

Mit 4,9 g 95-prozentigem Alkohol mischen, 2,7 g Wasser hinzufügen, 24 Stunden bei ca. 15 °C ziehen lassen. Eine trübe Schicht fällt aus. Den klaren Teil der Flüssigkeit nehmen und ihn dem Sirup hinzufügen. Ausreichend Wasser für 1 Gallone Sirup auffüllen. Eine Unze Sirup mit kohlensäurehaltigem Wasser mischen, so dass 6,5 Unzen Flüssigkeit entstehen.
Laut Aussagen, die die Firma schon gemacht hat, liegt diese Formel bei wenigstens drei Mengenangaben daneben:
- 13,2 g Phosphorsäure statt 11 g
- 1,86 g Vanilleextrakt statt 1,5 g
- 91,99 g Karamell statt 37 g

## Folgen für die Gesundheit

### Zucker und Säure
Coca-Cola enthält 10,6 g Zucker pro 100 ml (entspricht 43,2 % der von der Weltgesundheitsorganisation empfohlenen Tagesdosis) und hat einen physiologischen Brennwert von ca. 176 kJ/100 g (= 42 kcal/100 g, entspricht 2 % der empfohlenen Tagesdosis). Wegen des Zuckergehaltes kann häufiges Konsumieren von Cola Übergewicht und Adipositas sowie Zuckerkrankheit fördern.
Der Zucker sowie die Phosphorsäure in Coca-Cola können, in Verbindung mit mangelnder oder falsch angewandter Mundhygiene, zu Zahnschäden führen, da andauernde Säure-Umspülung den Zahnschmelz erodiert.

### Als Medizin
Es gibt keine Belege für positive Wirkungen bei Durchfallerkrankungen. Die Empfehlung, Cola zu trinken, beruht darauf, dass der enthaltene Zucker dafür sorgen soll, dem Körper über einen Glucose-Natriumchlorid-Cotransporter (z. B. SGLT1) wieder Kochsalz zuzuführen. Bei den häufigen sekretorischen Formen der Diarrhoe (z. B. der Reisediarrhoe) werden Elektrolyte und Flüssigkeit in das Darminnere verloren, was zur Dehydratation führt. Zunächst kann dieser theoretische Effekt nicht nur durch Cola, sondern auch durch jedes beliebige andere zuckerhaltige Getränk erzielt werden. Weiterhin gibt es in der Apotheke Trinklösungen (ähnlich der WHO-Trinklösung) die für den Zweck der Rehydrierung deutlich besser geeignet sind, da Cola zu viel Zucker und zu wenige Elektrolyte enthält und auch durch Salzstangen keine gut balancierte Elektrolytzufuhr erreicht werden kann. Schwere Dehydratationen lassen sich nicht allein durch orale Rehydrierung ausgleichen.

### Koffein
100 ml Coca-Cola enthalten 10 mg Koffein. Empfindliche Menschen sollten abends keine koffeinhaltigen Getränke wie Kaffee, Tee oder Cola trinken, denn Koffein hemmt den Parasympathikus, der für Erholung und geregelte Verdauung sorgt. Allerdings ist der Koffeingehalt von Coca-Cola deutlich niedriger als z. B. der von Kaffee. Durchschnittlicher Filterkaffee enthält je nach Zubereitung ca. 30 bis 70 mg Koffein pro 100 ml.

### Knochen
Die Framingham Osteoporosis Study von 2006 legt den Verdacht nahe, dass eine häufige Einnahme von Cola-Getränken, nicht aber von anderen kohlensäurehaltigen Getränken, bei Frauen zu einer deutlichen Schwächung der Knochen führt. Das wird von den Erstellern der Studie auf den hohen Anteil von Phosphorsäure zurückgeführt, die den Körper an der Aufnahme von Calcium hindert und die Ausscheidung des Minerals fördert. Auch das in Cola enthaltene Koffein wurde in der Vergangenheit bereits mit Osteoporose in Verbindung gebracht. Ebenso hat die Studie ergeben, dass sich die von einem Teil der Probanden eingenommene koffeinfreie Cola weniger stark auf den Mineralstoffgehalt der Knochen ausgewirkt hat.

### Hyperaktivität
Phosphorsäure steht im Verdacht, Hyperaktivität, Nervosität und Konzentrationsstörungen bei Kindern auszulösen.

### Kaliummangel
In einem 2009 von Wissenschaftlern der Universität von Ioannina veröffentlichten Fachartikel werden mehrere Fallbeispiele aufgeführt, bei denen exzessiver Cola-Konsum zu gravierendem Kaliummangel mit der Folge von Müdigkeit und Muskellähmungen bis hin zu Herzrhythmusstörungen geführt hatte. Es wird angenommen, dass der Kaliummangel durch ein Zusammenspiel der Inhaltsstoffe Glukose, Fructose und Koffein verursacht wird. Eine Einschränkung des Cola-Konsums bei gleichzeitiger Einnahme von Kalium-Präparaten führe aber in der Regel zu einer schnellen und vollständigen Erholung.

### Süßstoffe
Coca-Cola light und Coca-Cola zero sugar enthalten die Süßstoffe Natriumcyclamat (E 952), Acesulfam K (E 950) und Aspartam (E 951). Über die genaue Menge der jeweiligen Süßstoffe pro Liter Coca-Cola werden keine Angaben gemacht. Dennoch sind die enthaltenen Mengen so gering, dass es selbst bei hohem Konsum von Coca-Cola light oder Coca-Cola zero sugar nahezu unmöglich ist, eine bedenkliche Menge zu erreichen, da dem EDT-Wert mindestens ein 100facher Sicherheitszuschlag zugrunde liegt. Das bedeutet, dass man täglich etwa das Hundertfache der zugelassenen Mengen konsumieren müsste, um einen gesundheitsbedenklichen Wert zu erreichen.
Die FDA wertete eine große Anzahl toxikologischer und klinischer Studien zu Aspartam aus und erklärte 1981 den Gebrauch für sicher, sofern eine Dosis von 50 mg/kg Körpergewicht/Tag nicht überschritten wird. Der EU-Grenzwert wurde auf 40 mg/kg Körpergewicht/Tag festgesetzt. Über mögliche weitere Gesundheitsgefahren bei der Verwendung von Aspartam gibt es kontroverse Meinungen. Im Februar 2011 hat die Europäische Behörde für Lebensmittelsicherheit eine Studie veröffentlicht, bei der Aspartam für unbedenklich befunden wurde.
Aspartam ist eine Phenylalaninquelle und darf von Menschen mit der Stoffwechselerkrankung Phenylketonurie nur in begrenzter Dosis eingenommen werden, da sie Phenylalanin im Körper nicht abbauen können. Deswegen wird auf den Flaschenetiketten bei Aspartam der Zusatz „enthält eine Phenylalaninquelle“ ergänzt.
Aktuelle Forschung zeigt in-vitro potentiell negative Veränderungen der Darmflora auf: unter dem Einfluss von Aspartam, Saccharin und Sucralose können gesunde Darmbakterien in krankmachende Mikroben umgewandelt werden. Dies steht im Gegensatz zur von Coca-Cola postulierten Hilfe bei Magen-Darm-Beschwerden.

## Coca-Cola als Mischgetränk
Coca-Cola wird weltweit mit einer Reihe von anderen Getränken vermischt. In der Gastronomie wird es häufig mit Spirituosen versetzt angeboten. Der aus Coca-Cola und Rum hergestellte Longdrink heißt Cuba Libre. In Kombination mit Rotwein wurden der Mischung in unterschiedlichen Ländern verschiedene Bezeichnungen beigegeben. International ist dafür vielfach die Bezeichnung Calimocho in Verwendung. In Österreich heißt die Mischung aus Coca-Cola und Rotwein Bonanza oder Fezzi. In Hamburg brachte im Jahr 2009 der Fußballclub FC St. Pauli unter dem Produktnamen Kalte Muschi eine vorproduzierte Coca-Cola-Rotwein-Mischung in Flaschen als offizielles Kaltgetränk des Vereins heraus. Für die Mischung aus Cola und Bier gibt es verschiedenen Bezeichnungen. Am bekanntesten ist Diesel. Weitere geläufige Namen für Cola Bier sind Moorwasser, Schmutz und Schweinebier. Die frühere Bezeichnung in Bayern und Tirol „Neger“ für Colabier ist inzwischen verpönt. Wird beim Mischen von Cola Bier nicht Pilsener, sondern Weizenbier verwendet, heißt das Getränk Colaweizen. Ein Cola Bier-Mischung mit Altbier heißt Krefelder, wird Schwarzbier verwendet trinkt man Greifswalder. Ein weiteres Mischgetränk mit Bier ist die Goaß, die besonders in Bayern und Baden-Württemberg verbreitet ist. Sie besteht zur Hälfte aus Cola und dunklem Bier sowie 4 cl Kirschlikör oder Cognac.
Seit 2023 ist in Deutschland Jack Daniel's & Coca-Coca, sowie Jack Daniel's & Coca-Cola Coca-Cola zero sugar als Ready-to-Drink-Getränk in der 0,33-Liter-Dose erhältlich.

## Kritik und Kontroversen
Durch das Inverkehrbringen von Coca-Cola in Plastikflaschen und Dosen wird weltweit die Umwelt verschmutzt. Die Coca-Cola Company gilt als das Unternehmen, das weltweit den meisten Plastikmüll in den Ozeanen zu verantworten hat. Immer wieder stand auch der Umgang mit dem Trinkwasser in der Kritik. Zudem wird dem Unternehmen rassistische Diskriminierung von Schwarzen und mehrfacher Verstoß gegen die Menschenrechte vorgeworfen. Dies führte zu mehreren Boykottbewegungen gegen die Marke Coca-Cola.

## Mythos aggressive Substanz
In Coca-Cola eingelegtes Fleisch, Zähne oder Knochen lösen sich nicht auf. In Umlauf gebracht wurde dieses Gerücht angeblich von deutschen Mitbewerbern während der Zeit des Nationalsozialismus. Zurück geht dieser Mythos auf den Effekt, dass Fleisch aufquillt, wenn es sauer eingelegt wird. So wird zum Beispiel der Rheinische Sauerbraten zubereitet. Den gleichen Effekt ruft die Phosphorsäure in Coca-Cola hervor. Sie verleiht dem Getränk den charakteristischen, sauren und damit erfrischenden Geschmack. Phosphorsäure ist nicht nur in Coca-Cola, sondern u. a. auch in Käse, Brot, Milch und Eiern enthalten.
Man kann einen rostigen Nagel oder Schlüssel tatsächlich entrosten, indem man ihn ca. 48 Stunden in Coca-Cola einlegt, denn die enthaltene Phosphorsäure ist ein effektiver Rostumwandler. Auch trübe gewordene Geldstücke können mit Coca-Cola gereinigt werden; andere säurehaltige Getränke haben denselben Effekt.